# Magyar Televízió
A Magyar Televízió (röviden: MTV) 1957 és 2015 között működő magyar nemzeti közszolgálati televíziós intézmény volt. 1974-ig a Magyar Rádió és Televízió (MRT) részeként, majd ezt követően önálló szervezetként működött összesen közel 60 éven keresztül.
Indulásától kezdve a magyar politikai vezetés (a Kádár–korszakban az állampárt, a rendszerváltást követően pedig az aktuális kormánypártok) különböző mértékben gyakorolt befolyást az állami televízió működtetésére.
Mindezek ellenére az 1960-as évektől az 1980-as évekig – elsősorban Pécsi Ferenc és Nagy Richárd vezetése idején – számos hír – és kulturális műsor (például a Fórum, A Hét, az Ablak és a Stúdió), zenés produkció (Zenés TV Színház) és irodalmi adaptáció (tévéfilm, tévéjáték) készült el. A MAFILM-mel, valamint később a nyugat-európai televíziós társaságokkal együttműködve jelentős számú koprodukciós alkotás született. A fenti időszakot az egykori köztelevíziós vezetők a Magyar Televízió aranykorának is tekintették.
Költségvetéséhez kezdetben a televízió előfizetési díj is hozzájárult, amelyet az összes tévékészüléket üzemeltető háztartásnak fizetnie kellett, egészen 2002-ig.
A 2011-ben hatályba lépett 2010. évi CLXXXV. törvény (második médiatörvény) törölte az 1996. évi I. törvény (első médiatörvény) és az 1986. évi II. törvény (sajtótörvény) érvényességét. A második Orbán-kormány döntése nyomán – hasonlóan a többi közszolgálati médiumhoz – egy közel 50 fős nonprofit zrt.-vé zsugorodott, míg a szervezethez tartozó ingatlanok, vagyontárgyak, archívum illetve a többi dolgozó, az erre a célra létrehozott Médiaszolgáltatás-támogató és Vagyonkezelő Alaphoz (MTVA) kerültek. 2015. július 1-jén a négy közszolgálati médium vezetőségeit tömörítő nonprofit zrt.-ket Duna Médiaszolgáltató Nonprofit Zrt. néven egy szervezetbe vonták össze (Magyar Televízió, Duna Televízió, Magyar Rádió, Magyar Távirati Iroda). (2014. évi CVII. törvény)

## Története

### Kísérleti adások

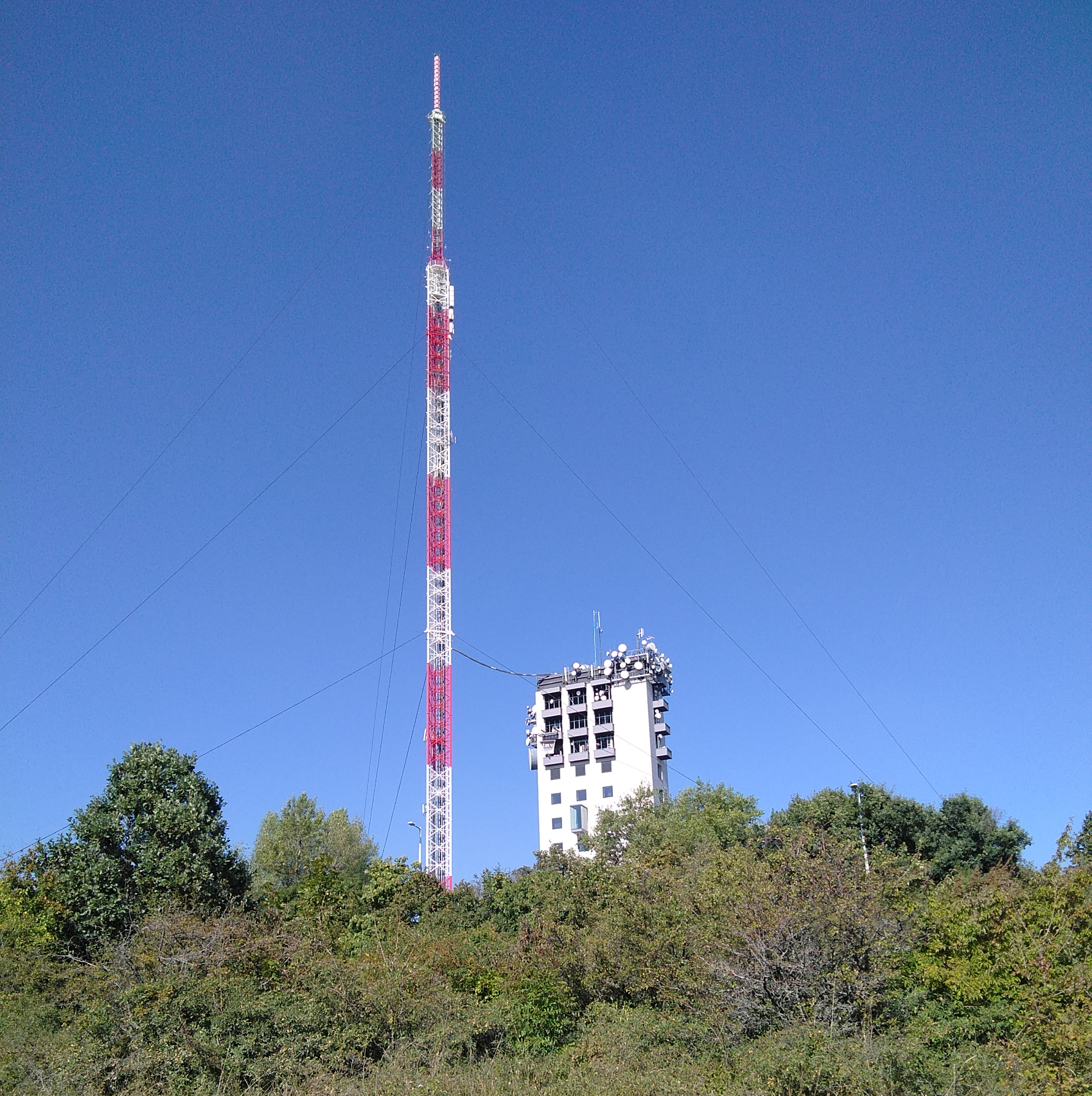
A Széchenyi-hegyi adótorony

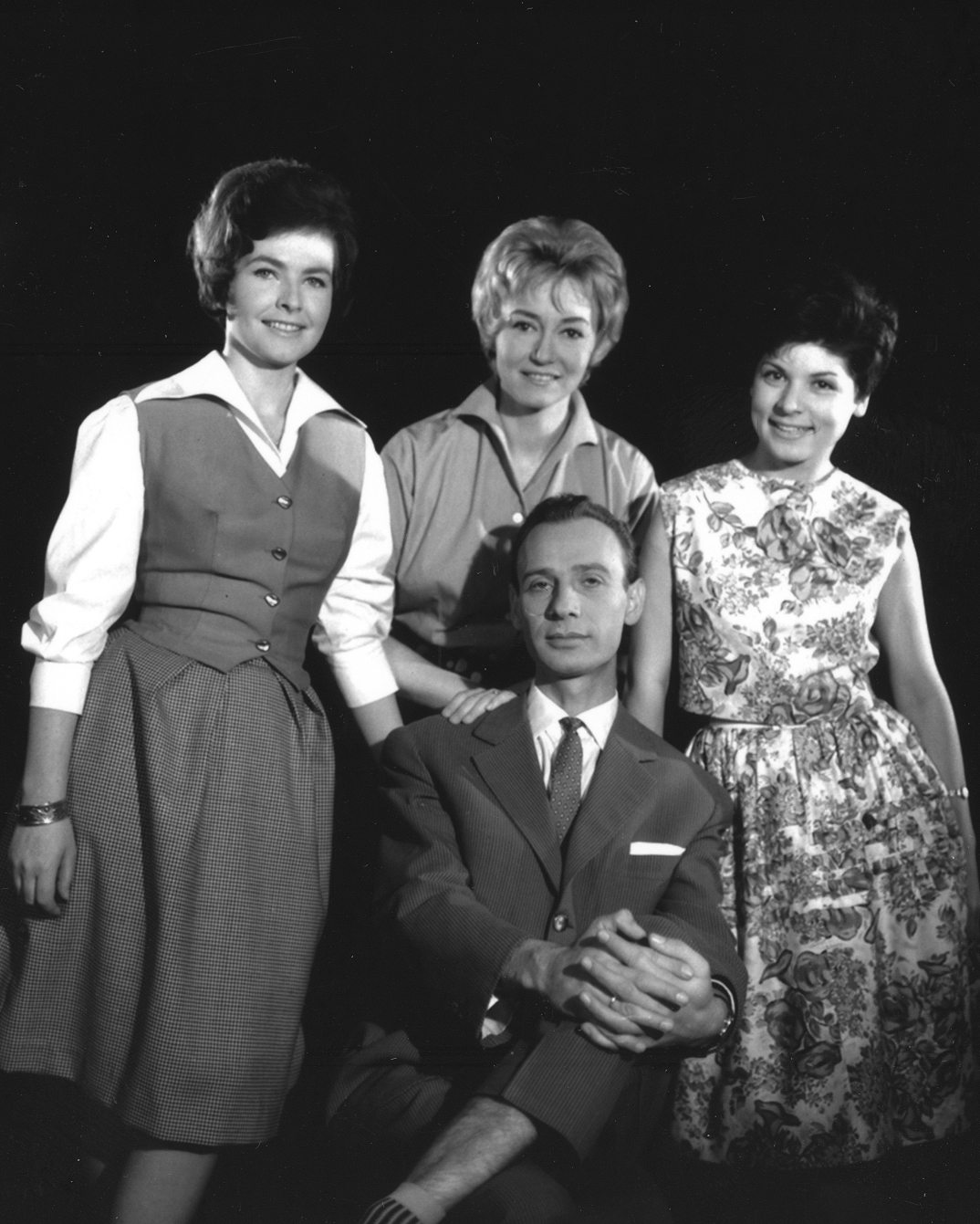
Egy legendás bemondó csapat: Takács Mária, Lénárd Judit, Tamási Eszter és Varga József (1967)

- Megszületett az elvi döntés: 1952 februárjában a Minisztertanács hozzájárulását adta, miszerint párthatározatban mondják ki, hogy hazánkban 1954. május 1-jéig meg kell indítani a televíziózást. A műszaki végrehajtás a Magyar Postára hárult. A Posta, miután a Minisztertanács 1953. január 23-án hozzájárult, létrehozta a Magyar Televízió Vállalatot,[13] szervezésével Baczynsky Istvánt bízták meg.
- Szünetjel: hangeffekt vibrafonnal. A képen belülről kifelé növekvő körök voltak láthatóak.[14][15] A muzsika az „Elindultam szép hazámból” dallamát idéző kombináció volt. A kép és hang azt az érzetet keltették, hogy egymással szinkronban vannak.

Abban az időben a képtartalom és a szinkronjelek nem voltak tökéletesen elválaszthatóak (a fehér oldalon a képjel belelóghatott a képszinkronjelbe); ez a szünetjel időnként képszinkron hibát okozott – és szemrontónak is ítélték, ezért megszüntették, és később monoszkópot használtak helyette.
- A műsorok felelőse: 1955-ben a Magyar Rádióban létrehozták a Televíziós Osztályt, amely a műsorok műszaki elkészítésére volt hivatott, míg a műsor sugárzása 1989-ig a Magyar Posta feladatkörébe tartozott, ennek kapcsán alakult meg 1953-ban a Posta Kísérleti Állomás.
- 1953. december 16-án kerül sor az első próbaadásra a Gyáli úti Posta Kísérleti Állomás épületéből. Ugyanonnan, ahonnan 30 évvel korábban az első rádióadást indították el. Az adás az ORION-gyárban fogható volt, 4 km távolságra.[16]
- A második próbaadást 1954. január 20-tól 1958. február 22-ig a Széchenyi-hegyen, az egykori Agancs úti Hargita szálló mellett, a Magyar Posta Kísérleti Intézete állományába vett épület mellől sugározták egy kisebb, ideiglenes acéltoronyból, amire a Távvezetéképítő Vállalat szerelte fel az első adóantennát. Innen 1956 tavaszától kísérleti adások mentek keddi és pénteki napokon. (1954. szeptember 2-án, volt az első magyar televíziós felvétel a Filmgyárban.[17] Az első bemondók, Pintér Sándor, Bán György, Erdei Klári, Hajnóczy Lívia, Mednyánszky Ági és Sárosi Gábor köszöntették a kevés nézőt: "Kedves hallgatóink! A Magyar Televízió kísérleti adását közvetítjük."[18] A képernyőn a Mágnás Miska című film részlete, utána pedig a Magyar Filmhíradó képsorai jelentek meg.)
- 1956-1958 között pedig megépül az első, 60 méteres adótorony a Széchenyi-hegyen, a Csíz utca 2-8. szám alatti telephelyen.
- 1956 tavaszán a Magyar Posta Kísérleti Intézete három felvevőkamerát készített a Javítóüzem és a Televízió Vállalat közreműködésével
- Tévékészülékek gyártása: Az Újpestről Kőbányára költözött Orion Rádió és Villamossági Vállalatot bízta meg a Minisztertanács, hogy haladéktalanul kezdje meg televízió vevőkészülékek gyártásának technikai előkészületeit. Eleinte egy 14 x 18 cm-es képernyő méretű vevőkészüléket fejlesztettek ki, úgyhogy az 1954. január 20-án meginduló első próbaadások már ezeken a készülékeken voltak láthatóak. A nagy tömegeket vonzó őszi mezőgazdasági vásár egyik kiemelt látványossága is ez a tévékészülék típus volt. A vásárt követően a Corvin Nagyáruház, akkori nevén Budapest Nagyáruház kirakatában is díszhelyen mutatkozott be a televízió.
- Elindul a rendszeres próbaadás sugárzása: megindultak az első kísérleti televíziós adások, még 1957. február 23-án, a kiépült 1 kW Széchenyi-hegyi adóberendezés segítségével, heti két nap gyakorisággal, amelyet már 50–90 km körzetben lehetett fogni. Elkezdődhettek az első műsorkísérletek is a stúdiókban, zenei és irodalmi műsorokkal.
- Tőzsdepalota: A televíziónak nagy volt a helyigénye, így első munkahelyként, az 1948-ban felfüggesztett működésű Magyar Tőzsde, akkoriban eléggé kihasználatlan épületének egy részét, tágas, nagy belmagasságú helyiségeit kapta meg a Szabadság téren, majd az épületet idővel teljesen birtokba vette és 2009-ig maradt az MTV székháza.
- Első stúdió: A későbbi kettes stúdió lett az első kiépített munkahelyiség, később azonos felszereltséggel itt forgatták az Ablak című közszolgálati műsor adását. Berendezései szovjet dokumentáció alapján készültek el, a Mechanikai Laboratóriumban.
- Nemzetközi adásláncban: 1956 végére kiépült a két műsort sugárzó adóhálózati rendszer is, amelyet mikrohullámú műsortovábbító lánc kötött össze, a közben folyamatosan bővülő stúdiók egy részével és a szomszédos országokkal egyaránt.
- Az első mozgóstúdió: még 1956-ban beszerezték az első mozgó, gépkocsira épített stúdiót is. Továbbá megérkezett az első Pye(wd)-Morris(wd) közvetítőkocsi, amely mikrohullámú adójával 20–30 km távolságban játszódó események továbbítására is alkalmas volt.

| Az elsők |
| --- |
| - Bemondók: Pintér Sándor, Bán György, Erdei Klári, Hajnóczy Lívia, Mednyánszky Ági és Sárosi Gábor (az első kísérleti adás bemondói, 1954-től), Takács Mária (1957), Tamási Eszter (1957), Kudlik Júlia (1964) - Díszlettervezők: Kézdi Lóránt (1956), Tóth A. Pál (1957) - Hangmérnökök: Farkas Irén (1958), Mócsi Lászlóné (1958) - Műszaki munkatársak: Alföldi György (1956), Faragó Zoltán (1957), Forgó Mihály, Dr. (1955), Forgó Mihályné, Dr. '(1955), Gallai Gáborné (1957), Gyökér András (1956), Horváth Miklós (1957), Istvánfi Sándor (1956), Kerpel Róbert (1957), Koreny János (1956), Lévay Jenő (1955), Mócsi László (1957), Sági Gáspár (1957), Südi Nándor Gábor (1957), Vozák László (1956), Zánkay Dénes (1957) - Operatőrök: Butskó György (1957), Czóbel Anna (1958), Kocsis Sándor (1957), Mezei István (1956), Mestyán Tibor (1957), Nagy József (1957), Novákovits András (1957), Sík Igor (1957), Török Vidor (1956), Varga Vilmos (1957), Janovics Sándor (1963), Darvas Máté (1964) - Rendezők: Apáthi Imre (1958, az első főrendező-művészeti vezető), Bednai Nándor (Az első tévérendező, elvileg a főiskola elvégzése, 1953 óta.), Eck T. Imre (1957), Horváth Ádám (1957), Katkics Ilona (1956), Mahrer Emil (1956), B: Megyeri Gabriella (1957), Mihályfi Imre (1957), Nemere László (1957), Novákovits András (1957), Szőnyi G. Sándor (1957), Zsurzs Éva (1957)-(Várkonyi Zoltánnal közösen jegyezte az első tévéjátékot) - Szerkesztő-riporterek: Balogh Mária (1957), Bán János (1957), Buzáné Fábri Éva (1957), Horváth Győző (1957), Kelemen Endre (1956), Kovalik Károly (1957), Kovács Béla (1957), Kukk György (1957), Kulcsár István (1957, állandó külsős), Márványi György (1957), Matúz Józsefné (1957), Megyeri Károly (az első státuszos riporter, a Fórum műsor egyik alapítója), Rockenbauer Pál (1956), Szepesi György (Az első élő sportközvetítés riportere 1957-ben, állandó külsős), Molnár Margit (1959), Vitray Tamás (1958) |

### 1957–1974: Az MRT korszak

#### Az első öt év
|                                               |                       |                                     |
| Takács Marika bemondó                         | Tamási Eszter bemondó | Molnár Margit műsorvezető, riporter |
| A Magyar Televízió első képernyős arcai közül |                       |                                     |

Hivatalosan az intézmény 1957. május 1-jével kezdte meg működését, amikor a május elsejei ünnepségekről közvetített élő műsort.
1957. február 23-tól a korábban elindított próbaadások már „élesben”, tesztüzemben mentek. Ez az idő szinte napról napra megmutatta a gyakorlatban felmerülő problémákat, és az azokra adott válaszok állandó fejlődést biztosítottak a hivatalos megindulásig. Az elektronikus berendezések, eszközök fejlesztésével, beszerzésével egy időben megindult a filmtechnikai bázis kiépítése is. A külső felvételeket akkoriban kézi kamerák híján 16 mm filmfelvevővel készültek, így szükség volt a hozzárendelt laboratóriumok, vágóasztalok, szinkronstúdiók, mozifilm-letapogató berendezések – amelyek segítségével sugározni lehetett eleinte a 16, később a 35 mm-es filmfelvételeket képernyőre – beszerzésére, elhelyezésére, működtetésére.
A technikai kiépítés és adássugárzás meggyorsítása, az egyenes adások megindulása kapott némi politikai hátszelet, amikor 1957. május 1-jén, az újonnan vásárolt közvetítőkocsival és négy kitelepített kamerával élő közvetítést adhattak az első külső helyszínről, a május 1-jei felvonulásról és benne az 1956-os forradalom leverése óta először a nyilvánosság elé lépő Kádár János ünnepi beszédéről. Kádárt tanácsadói lebeszélték a május 1-jei tömegfelvonulás megtartásáról, félve az októberi zavargások újraéledésétől, de Kádár személyes döntése volt a rendezvény megtartása, bár az 1957 februárjában létrehozott Munkásőrség fokozott készültségben állt, így erre az első kültéri közvetítésre, a Magyar Rádió és Televízió (MRT) adásainak megkezdésére még fokozottabb figyelem irányult, nemzetközi értelemben véve is. Magyarország a forradalom véres leverése miatt politikailag elszigetelődött, a hidegháború enyhülő szembenállásában az ENSZ főtitkár asztalán a magyar ügy megtárgyalásának iratai várakoztak. Kádár pedig a legkorszerűbb technikával kívánta demonstrálni az ország és a világ felé, hogy ura a helyzetnek, Magyarországon nyugalom van. A műsorsugárzás rendben lezajlott. Az MRT innentől fogva megkezdte állandó és rendszeres műsorsugárzását. A kezdet dátuma azonban, a készülékekkel rendelkezők igen alacsony száma miatt inkább elvi jelentőséggel bírt. Az akkor már álló néhány adótorony eleinte pusztán a főváros, és idővel néhány nagyobb megyeszékhelyre történő műsorszórásra voltak alkalmasak.

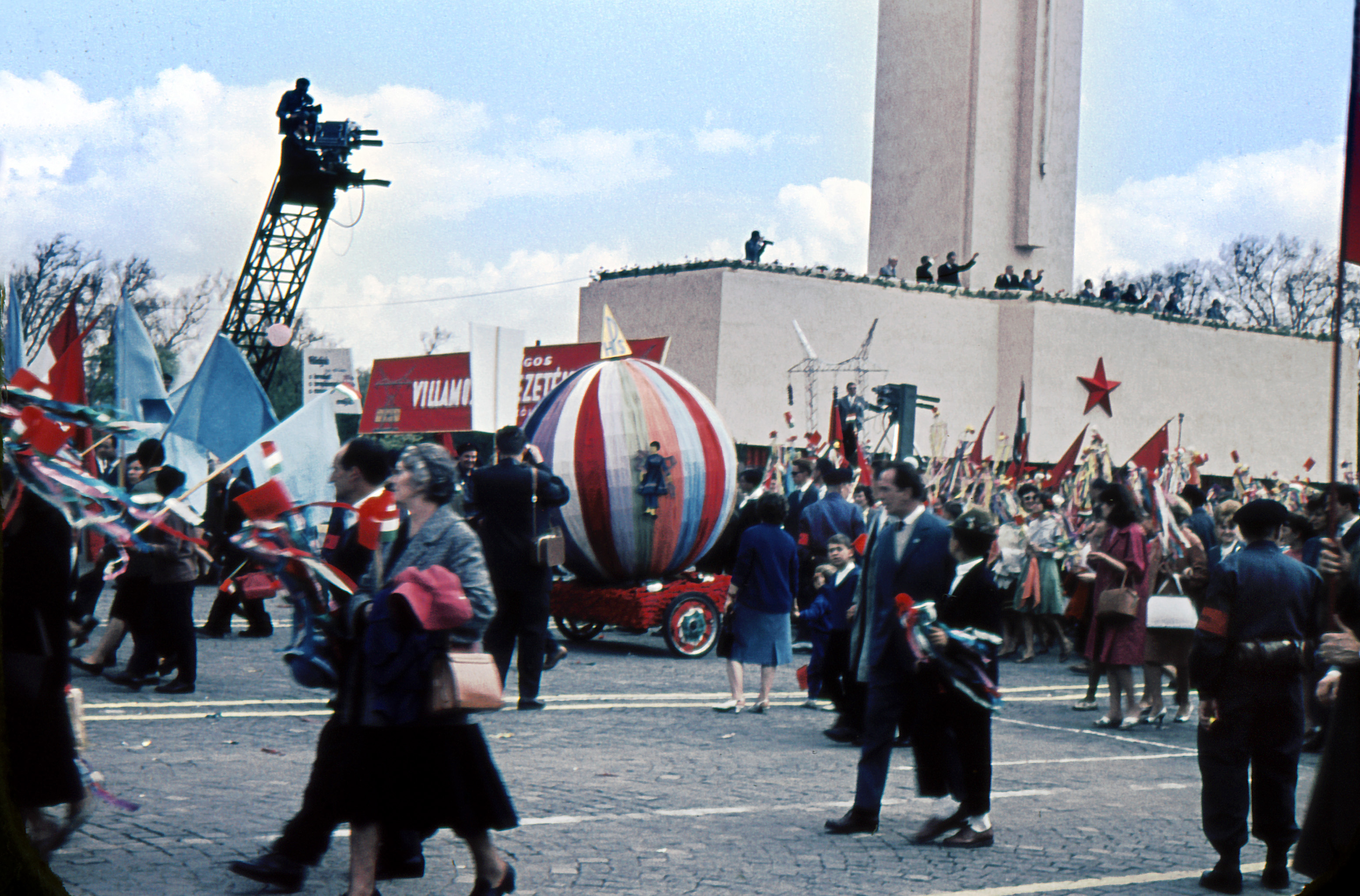
1957. május 1. Elindul a magyar televíziózás. Az első közvetítés a május 1-jei felvonulásról. A helyszínt karszalagos munkásőrök biztosították, vonulás közben lehetett csak fényképezni, megállni tilos volt. A – Sztálin-szobor talapzatából lett – tribün előtti fotó készítése csak a hivatásos fényképészek, a sajtó számára volt engedélyezve.

- 1957. május 1-től fogva megindult a rendszeres adás: heti három adásnap volt, amelyből az előírásoknak megfelelően két napon többnyire filmeket, egy napon pedig színházi előadásokat vagy sportműsorokat sugároztak. Az első színházi közvetítés az operaház Bánk bán előadása volt.
- 1957. július 2-án megindult a TV-Híradó őse, a Televízió Képes Híradója címen.
- 1955-ben az 1948-ban felfüggesztett működésű Budapesti Értéktőzsde által felhagyott Tőzsdepalota épületébe költözött a televízió. Az 1970-es és 1980-as években az addigi tágas és díszes termeit stúdiók, irodák, raktárak és műszaki helyiségek számára osztották fel.
- 1957. december 31-én este fél tíz és éjfél között mutatták be Tele humor, Tele dal, Tele tánc címmel az első szilveszteri televíziós kabarét, a rendezői: Horváth Tivadar és Várkonyi Zoltán voltak.[22]
- A rendszeres műsorok megindulásával párhuzamosan nagy hangsúlyt fektetett az államapparátus, a nagy tömegű televíziógyártásra, a televíziózás széles körű elterjesztésére, amelyeknek, voltak teljesítendő földi sugárzási feltételei is, átjátszók kiépítése távolabbi vidékek felé.
- Később lett a héten négy (1958), majd öt adásnap (1960), 1968-tól pedig hat napon át volt műsor (hétfő volt az adásszüneti nap, ekkor került például a Rádiókabaré hétfői „főműsoridőbe”), csak 1989 januárjától lett teljes az adáshét, a változások előszeleként.[23][24]
- 1958 májusa – Magyar kezdeményezésre létrehozták a KGST országok az Intervízió műsorcsere-szervezetet.
- 1959-ben 50 ezer hazai előfizetője volt a televíziózásnak
- 1959 – megépült a havasi adótorony – Pécsett és környékén is lehetett már adást fogni

#### A konszolidáció kezdete
1962–1974 között Tömpe István volt a Magyar Rádió és Televízió (MRT) elnöke, aki a korábbinál kissé enyhébb politikai irányvonalat képviselt. A televíziót főosztályvezetők (Tamás István, Kulcsár Ferenc), majd teljhatalmú alelnökök vezették: Hajnal Kornél, Gódor Ferenc, Pécsi Ferenc.
Mint a Kádár-rendszer egyik legfontosabb tömegtájékoztató médiuma, a önállósult televízió hírszerkesztési struktúráját is 1986-ig az MSZMP Központi Bizottságának Agitációs és Propaganda Osztálya (APO) által kijelölt direktívák határozták meg. A kulturális és művelődési műsorok irányvonalát az Acél György nevéhez fűződő legendás Tűrt, Tiltott és Támogatott kultúrpolitika formálta.
1964-ben volt az első műholdas tévéközvetítés ideje: a Tokiói olimpiát először (igaz csak részben) a Telstar-műhold segítségével közvetítették a hazai nézőknek. 1967-ben indult el a színes technika alkalmazása próbajelleggel, ekkor ünnepelték egyben az egymilliomodik előfizetőt.

#### Pécsi Ferenc MRT-s alelnöksége
1968-ban az MSZMP Központi Bizottsága jóváhagyta az Új gazdasági mechanizmus ambiciózus tervét. Ezzel egy időben az MRT–ben Pécsi Ferencet nevezték ki alelnöknek, aki a tévés részlegért volt felelős. Különösen nagy figyelmet fordított az 1968-ban induló reformok előkészítését szolgáló műsorok indítására.
Az ő időszakában indult – később Polgár Dénes irányításával – a Hét című belpolitikai sorozat és a Fórum, amely lehetővé tette a nézőknek, hogy feltett kérdéseikre újságírók és politikusok válaszoljanak (a korszak politikai légköréhez igazodva három téma tabu volt, amit nem lehetett megvitatni: a pártvezetést, a Szovjetunió-t és a KGST-t). Új gazdasági mechanizmust magyarázó műsort is indítottak Dr. Agy címmel.
Ekkor mutatkozott be a Fekete-fehér, igen-nem című vetélkedő, és a Jó estét, Magyarország! című, országot bemutató sok helyszínes, élő körkapcsolásos műsor. Elindult Vitray Tamás beszélgetős műsora (Ötszemközt) és ekkor hirdették meg televízió által szervezett Nemzetközi Karmesterversenyt. 1968-tól már a hét hat napján volt közvetítés az akkor még egyetlen tévécsatornán.
Innen számítható a televíziós művészeti terület igazi emelkedése, a magyar tévéjátékgyártás megalapozása. Elindult a Zenés TV Színház műsorsorozat, amelyben ismert magyar és külföldi klasszikus zenés darabokat – operetteket, operákat és zenés játékokat – dolgoztak fel. Pécsi a nagy művészfilmek bemutatása mellett számos, népszerű sorozat képernyőre kerülését támogatta. Ilyen volt például a Bors című sorozat Sztankay Istvánnal, a sorozat nyelvezete miatt vegyes reakciókat kiváltó Rózsa Sándor, az Egy óra múlva itt vagyok... Harsányi Gáborral a főszerepben és az első színes magyar sorozatként A fekete város. A tévéjátékok, gyermekeknek szánt sorozatok választékát, magyar rajzfilmek megrendelésével segítették.
A színes adások sugárzása 1967-től kezdve kísérletként folyt. 1969. március 21-én – a Tanácsköztársaság kikiáltásának 50. évfordulójának alkalmából – délelőtt 11 órakor egy körülbelül egyórás időtartamban került sor az első színes műszaki kísérleti adásra. Ezt később az MRT saját tévécsatornáján is megismételték április 5.-én. Az első színes helyszíni közvetítés az 1970. április 4-i katonai díszszemléről történt.
1971-1973 között tartott a Magyar Rádió és Televízió második csatornájának próbaadása. 1971-ben tartották meg az első Veszprémi Tévétalálkozót. Az 1971–1990 között évente megrendezésre kerülő fórumon televíziós alkotásokat vetítettek és díjaztak. Ugyanitt történtek a műsorok értékesítése a külföldi érdeklődők számára.
1972-ben Brezsnyev visszavonta az Új gazdasági mechanizmust. Ezzel párhuzamosan a Magyar Televízióról nyilvános politikai kritikák kezdtek megjelenni, amelyek arról szóltak, hogy ez nem a munkásosztály televíziója, hanem szinte polgári. A politikai elemzők szerint Pécsi leváltása a reform elleni erők követelése miatt történt.

### 1974–1989: Az MTV korszak a rendszerváltásig

#### Nagy Richárd MTV-s elnöksége

Nagy Richárd (Csigó László felvétele)

1974. május 12-én a Minisztertanács határozatot hozott az MRT szétválasztásáról, az önálló Magyar Rádió és a Magyar Televízió létrehozásáról. A műsorok ellenőrzésére létrehozták az Állami Rádió és Televízió Bizottságot (az ORTT elődjét), amelynek elnöke az eddigi MRT elnök, Tömpe István lett. Az önálló intézménnyé vált Magyar Televízió első elnöke Nagy Richárd lett (Kádár János személyesen kérte fel őt.).
A két elnökhelyettese Megyeri Károly és Szinetár Miklós voltak. Előbbi a hír – és politikai szerkesztőségeket vezette, utóbbi a kulturális műsorokért volt felelős. A munkájuk a korszakra jellemzően magas rangú politikai vezetés befolyása mellett történt (Megyeri Grósz Károly befolyása mellett dolgozott, Szinetár Aczél György bizalmát élvezte).
Nagy Richárd elnökségének közel 10 éve a modern magyar televíziózás megteremtésének, felvirágoztatásának időszaka volt. Kinevezése után felmérette a Szabadság téri épületet, majd a tervezett műsorkészítési feladatok – és az ezzel járó műszaki, technikai igények – biztosításához rövid időn belül további, különböző nagyságú és színvonalú, összesen 43 darab épületet szerzett vásárlással és cserével. Nagy gondot fordítottak a televíziós technika, a stúdiók fejlesztésére, korszerűsítésére, valamint a kiszolgáló egységek felfejlesztésére (például: ruharaktár, varroda, gépkocsipark). A műsorkészítői és műszaki feladatok ellátásához sok fiatal diplomást vettek állományba. Rendezték a dolgozói állomány tagjainak addig rendkívül alacsony bérét, juttatását. (A MAFILM filmgyár dolgozói hasonló munkáért jóval többet kerestek.)
Az ő elnökségének ideje alatt alakult ki a Magyar Televízió műsorkészítő területeinek karakterisztikus arculata: politikai, művészeti, közművelődési fő profillal. A főszerkesztőségek szigorú éves költségvetési kerettel, s ennek megfelelő műsorperc kötelességgel rendelkeztek, műfajuk költségeinek arányait figyelembe véve. Megszigorították a műsorátvétel rendjét. Az önálló műsorok száma a korábbi hozzávetőleges 34-ről évi 2070 körülire emelkedett. Növekedett a színes adások száma és időtartama: 1974-ben az 1. csatornán a műsorok 13%-a, 1977-ben az összműsoridő harmada volt már színes.
A műsorok színvonalának emelése érdekében bővítették a televíziós műsorok seregszemléit. A Veszprémi Tévétalálkozó mellett volt az újjáalakult, két évente rendezett Miskolci TV-film fesztivál az aktuális és politikai műsorok számára valamint a Kőszegi Gyermekfilm Szemle, amely 1976–1991 között kétévenként megrendezésre került gyerekfilmes találkozó volt. Utóbbit – mivel kevés gyerek– és ifjúsági mozifilm készült – a televíziósok szervezték.
A 70-es évek közepén a fiatal filmes alkotók számára a Magyar Televízióban két szerveződés is létrejött: az egyik a KISZ Kísérleti Stúdiója, a  másik pedig a Fiatal Művészek Stúdiója (FMS). Előbbi a filmgyártásban dolgozó, főiskolát nem végzetteket, utóbbi a fiatal diplomásokat juttatta alkotás közelbe (hasonló funkciót látott el, mint a mozifilmeseknél a Balázs Béla Stúdió).
Nagy Richárd kezdte először hangoztatni, hogy hamarosan elindul a sokoldalú televíziózás a fellőtt műholdakon keresztül és ezért a Magyar Televíziót fejleszteni kell. Szándékában állt az MTV-t csatlakoztatni – akár nyugati – műholdas televíziós szolgáltatáshoz. A brit SKY-al lehetett volna lehetőség a csehszlovákokkal együtt, de végül az akkori magyar politikai támogatottság híján erre nem került sor. (A szovjeteknek ekkor még nem volt tapasztalatuk Európát lefedő, geoszinkron pályán mozgó műholdakkal.)
Szintén Nagyhoz kötődik a vidéki körzeti stúdiók megteremtése: a Pécsi és Szegedi Regionális Stúdió elindítása (később további stúdiókkal bővült a kör: Miskolcon, Győrött és Debrecenben).
Az 1983 elején bemutatásra került Krónika dokumentumfilm-sorozat hazai (és keleti-blokkbeli) politikai visszhangja miatt Nagynak később távoznia kellett.

#### A rendszerváltás előtti időszak
A helyébe lépő Kornidesz Mihály (majd később Bereczky Gyula) a növekvő költségek mellett próbálta az anyagilag kisebb mértékben támogatott televízió addigi színvonalát megőrizni és – lehetőségeihez mérten – tovább fejleszteni.
Kornidesz idején megkezdődött a televízió átvilágítása utáni szervezeti átalakítása. A megváltozott politikai légkört jelezte, hogy majd 30 év után leváltották Matúz Józsefnét, a TV híradó alapító-főszerkesztőjét. A költségekhez mérten igyekezett saját készítésű tévéjátékokat elősegíteni, új sorozatokat beindítani, mint például a Horváth Ádám rendezte Szomszédokat vagy Várkonyi Gábor Nyolc évszak minisorozatát.
Gazdálkodási és gyártási területén is változások történtek. A Magyar Televízió korábban szoros együttműködésben dolgozott a filmgyárral (MAFILM), de a gyakori pénzügyi elszámolási viták után egyre kevesebb közös alkotás készült. Horváth Ádám rendező (és egy későbbi rövid időszakban MTV elnök) szerint az ok a két különböző működési mód miatt volt: MAFILM a vállalati struktúrából adódóan szabályos rezsivel dolgozott és minden költséget felszámított. Ezzel szemben az MTV az intézményi működésből adódóan semmilyen költséget nem számított fel, miközben az épület, az eszközök, az infrastruktúra mind közpénzből üzemelt és tömérdek pénzbe került a működtetése. A kevesebb megbízás a stúdiókat (például a MAFILM, Pannónia stúdió stb.) érzékenyen érintette, mivel fő bevételi forrásaik a televíziós megrendelések voltak.  Az elnök később elfogadtatta új tévéstúdiók építésének szükségességét és biztosíttatta ehhez a pénzügyi forrásokat. (Ennek köszönhetően épült később a 8-as és 9-es stúdióval rendelkező Bojtár utcai gyártóbázis Kaszásdűlőn és a hozzá tartozó járműtelep).
A felső politikai vezetés hangsúlyosan fogalmazta meg Kornidesz számára, hogy a tévé műsorai maradéktalanul tükrözzék és támogassák a párt politikáját. Ezek az elvárások végül Kornidesz leváltásához vezettek.
Az őt váltó Bereczky Gyulának is elsősorban az MTV működőképességének fenntartása volt a feladata. Elnökként pénzt szerzett a megkezdett Bojtár utcai gyártóbázis építkezésének befejezéséhez. Újdonság volt, hogy az Országgyűlés üléseit élő adásban lehetett figyelemmel kísérni – korábban csak napi összefoglaló volt – és az állami televízió fennállása óta először a Magyar Szocialista Munkáspárt Központi Bizottságának üléseiről is élő közvetítést adtak (kivéve a zárt üléseket). 1989-től bevezették a hétfői adásnapot (addig hétfőnként – a kivételes adásnapokat nem számítva – adásszünetet tartott a Magyar Televízió) és még abban az év decemberétől az MTV2-t teljes műsoridejűvé tették. A csatornák élére programigazgatókat neveztek ki és megkezdődött a két csatorna pénzügyi szétválasztása, önálló gazdálkodása.
Mindkét vezető egyre növekvő politikai nyomással nézett szembe, amit az állampárton belüli és később azon kívüli újonnan létrejött különböző politikai formációk gyakoroltak az egyetlen korabeli televíziós hírforrásnak tartott közszolgálati televízióra.
Bereczky 1989 novemberében lemondott a tisztségéről.

### 1990–1996: A rendszerváltást követő időszak
A rendszerváltás után, az Antall-kormány és a Boross-kormány alatt a Magyar Televízió 1-es programját kormánypárti elfogultsággal vádolták, amely főleg a hírműsorok esetében volt érezhető, mint a Híradó és A Hét esetében. A Híradóban az ellenzéki politikai pártokat negatív színben tüntették fel. 1992 és 1994 között komoly csaták folytak a Magyar Televízió és Magyar Rádió ellenőrzéséért. Ez az éles belpolitikai csatározásoktól fűtött időszak Médiaháború néven került be a közbeszédbe és a korabeli sajtóba.
A nyugati–európai nemzetközi televíziós vérkeringésbe is visszatért az intézmény, miután 1993-tól a Nemzetközi Rádió és Televízió Szervezet (OIRT) és az Intervízió felbomlása után tagja lett az Európai Műsorsugárzók Uniójának (EBU) és ezzel lehetőség nyílt csatlakozni az olyan EBU által szervezett nemzetközi műsorokhoz, mint például a Játék határok nélkül és az Eurovíziós Dalfesztivál.
Hankiss Elemér, a televízió akkori elnöke tendert írt ki műszeres nézettségmérésre, amelyet az AGB Hungary nyert meg. Így Kelet–Európában először ez a cég kezdhette el kísérleti méréseit, majd a rendszer fejlesztését. 1994 márciusára készen állt a jelenleg is működő mérési struktúra alapja, a műszeres mérés országos hálózata. A Magyar Televízió nézettsége – a monopolhelyzetéből adódóan 1997-ig – átlagosan napi 4-6 millió néző volt.

### 1996–2010: Az MTV monopólium vége és az első médiatörvény
A korábbi időszakhoz hasonlóan maradtak a gyakori elnökcserék és állandósult pénzügyi nehézségek. 1999-ben komoly leépítésekbe és megszorító intézkedésekbe kezdett a vezetőség. A korábban népszerű műsorok és sorozatok megszüntetése fokozta a két kereskedelmi televízió beindulása következtében generálódott nézettségcsökkenést. 17 ingatlan eladásából tervezték kifizetni a Magyar Televízió addigra összegyűlt 12 milliárd forintos adósságát. Ekkor merült fel először az 1955-2009 között az intézmény székházaként funkcionáló Tőzsdepalota értékesítésének ötlete.
Az első médiatörvény elfogadása után felállt az Országos Rádió és Televízió Testület (ORTT), valamint Magyar Rádió illetve a Magyar Televízió Közalapítvány kuratóriumának az elnöksége: a szervezetekbe a parlamenti pártok paritásos elven delegáltak tagokat. A műsorpolitikába a kuratórium tagjai közvetlenül nem szólhattak bele. A kuratóriumok tíztagú elnökségei a parlamenti pártok paritásait alapul véve négy éven keresztül működtek, úgy, hogy valamennyi parlamenti párt jelöltjének helyet adtak, 50–50%-os szavazati arányt biztosítva a kormányzati és az ellenzéki oldalnak. A további 21 kurátort a törvényben meghatározott hazai és határon túli szakmai és társadalmi szervezetek delegálták.  A Magyar Televízió új elnökét a kuratórium elnöksége javasolta és a kuratórium választotta meg. A jelölt kiválasztása és megválasztása sokszor politika csaták színtere volt, amely végig kísérte a rendszerváltozás utáni közmédia egészét. A mindenkori ellenzék tiltakozásának hangot adva több alkalommal is előfordult, hogy a kuratórium úgy választotta meg a televízió elnökét, hogy az elnökséget – az ellenzéki tagok kivonulása miatt – csonka elnökség képviselte. Jellemzője volt ennek a korszaknak, hogy a rendszerváltozás óta csupán egy elnök töltötte ki a teljes elnökségi ciklusát (részben köszönhetően az akkori kormánypárti győzelemnek).
A botrányokkal kísért pályáztatást követően 1997 októberében elindult két országos kereskedelmi televízió (TV2 és az RTL) miatt 1998-tól kezdve sok mindent megváltoztatott a közbeszédben már „királyi” tévének nevezett Magyar Televízió műsorstruktúrájában. Ezt követően az addig évtizedeken át monopolhelyzetű állami televízió jelentősen veszített a nézettségéből.
A műsorbemondók – akik a magyar televíziózás kezdettől fogva műsorokat konferálták fel, műsorajánlatot ismertettek, továbbá alkalmanként fontos közérdekű közleményeket olvastak be – utoljára 2006 márciusában az „m1”, majd szeptember 3-án az „m2” programjai között voltak láthatóak.
A 2006-os magyarországi kormányellenes tüntetések során szeptember 19-ére virradó éjszaka a tüntetők egy része megrohanta az MTV székházát és bejutottak az épületbe is, jelentős károkat okozva.
Miután megszületett a műsorterjesztés és a digitális átállás szabályait lefektető 2007. évi LXXIV. törvény, a projekt részeként 2008. augusztus 1-jén elindult az M2 HD adása, ezzel egy időben leállt az M2 analóg sugárzása. 2008. december 23-án beindult az M1 HD sugárzása is.
2009 júliusában a Tőzsdepalotából végleg kiköltözött Óbudára, a Kunigunda utca 64. szám alatti, eredetileg 1986-1991 között létesített, majd 2007-2009 között korszerű stúdiókkal és székházzal kibővített telephelyére a televízió. (A Tőzsdepalota azóta üresen áll.)

### 2010-2015: Átalakítások és egyesülés
A 2011. január 1-jén hatályba lépett második médiatörvény rendelkezései alapjaiban rendezték át a közszolgálati médiumok szerepét. A Magyar Televízió a többi közszolgálati médiumhoz (Duna TV, Magyar Rádió, Magyar Távirati Iroda) hasonlóan nonprofit szervezetté alakult át. A vezetőségen kívül a munkavállalók jelentős részét, valamint a cég teljes vagyonát pedig átvette az újonnan létrehozott Médiaszolgáltatás-támogató és Vagyonkezelő Alap (röviden: MTVA). Az MTV csak a műsorok megrendeléséért felelt, amelyet az MTVA gyártott le.
Hírműsorainak készítését az MTI Hírcentrum vette át. A Duna Televízió 2011-ben, a Magyar Rádió 2014-2022 között költözött az új Kunigunda útjai összevont telephelyre. Egységesítették a médiaszolgáltatások terjesztését. 2012-ben közös arculatot vezettek be minden érintett szervezetnél, ami magában foglalta a televíziócsatornák megjelenését, a szervezetek logóit és a rádiócsatornák hangzását is. 2012. június 25-én kezdetét vette Magyarország első 3D-s tévécsatornája, az M3D 50 napos kísérleti adása, amit egyhetes teszt előzött meg. A kísérleti adás a londoni, XXX. nyári olimpia záróünnepségéig tartott.
A köztelevízió portfólió növelésének első jeleként 2012. december 22-én beindult az M2 gyerekcsatornája, amely minden nap reggel 6-tól este 8-ig tartott. Majd elindították a csak előfizetési díj ellenében elérhető M3-at is 2013. december 20-án, amely archív tartalmakat sugároz (korábban Anno névre volt tervezve). Az M1 24 órás hírtelevízióvá alakult át 2015. március 15-től, korábbi műsorainak nagy része ezután a Dunára költözött át. Ugyanaznap indult el az M2 éjszakai műsorsávjában az elsősorban fiataloknak szóló M2 Petőfi TV.

A médiatörvény újabb, 2014. év végi módosítása értelmében 2015. július 1-jén négy különálló szervezet (a Magyar Televízió, Magyar Rádió, a Magyar Távirati Iroda és a Duna Televízió Nonprofit Zrt.) egyesültek, és Duna Médiaszolgáltató Nonprofit Zrt. elnevezéssel egyedüli közszolgálati médiaszolgáltatóként folytatják tevékenységüket a jogutód szervezet keretében.
Azóta ez a szervezet felel a Magyar Televízió korábbi csatornáinak műsoraiért is. Az új szervezetben eleinte a Televíziós Médiaszolgáltatási Igazgatóság üzemeltette tovább a korábbi négy MTV csatornát (M1, M2 és annak esti műsorsávja: M2 Petőfi, retrócsatorna: M3), majd 2023-tól a Tartalomért Felelős Igazgatósághoz kerültek, amely a rádiócsatornákért is felelős.

## Vezetői

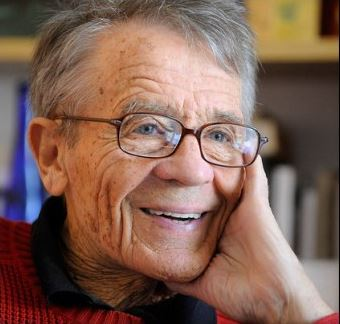
Hankiss Elemér, az intézmény igazgatója 1990–1993

| Időszak | Elnök                | Megjegyzés |
| --- | -------------------- | --- |
| 1953–1956 | Hódos Dezső          | Magyar Televízió Vállalat igazgatója |
| 1958–1962 | Gács László          | Magyar Rádió és Televízió kormánybiztosa és elnöke                                                                                                   |
| 1962–1974 | Tömpe István         | Magyar Rádió és Televízió elnöke |
| 1974-ben az MRT szétválasztása után önálló Magyar Televízió jött létre                                                        |                      | |
| 1974–1983 | Nagy Richárd         | |
| 1983–1987 | Kornidesz Mihály     | |
| 1987–1989 | Bereczky Gyula       | |
| 1990 | Nemeskürty István    | |
| 1990. április– 1990. augusztus                                                                                                | Szalacsi Tóth Albert | megbízott elnök |
| 1990. augusztus – 1993 | Hankiss Elemér       | |
| 1992. december – 1994. július                                                                                                 | Nahlik Gábor         | alelnökként elnöki jogkört gyakorolt |
| 1994. július | Szilárd Tibor        | megbízott elnök |
| 1994–1995 | Horváth Ádám         | |
| 1996 | Székely Ferenc       | alelnökként |
| 1996–1998 | Peták István         | |
| 1998–1999 | Horváth Lóránt       | |
| 1999–2001 | Szabó László Zsolt   | |
| 2001–2002 | Mendreczky Károly    | |
| 2002–2003 | Ragáts Imre          | |
| 2003–2004 | Pinke György         | alelnökként |
| 2004–2008 | Rudi Zoltán          | |
| 2008–2015 | Medveczky Balázs     | alelnök (2008. márc. 3–nov. 18) vezérigazgató (2010. nov. 18–2015. júl. 1. ) Duna Médiaszolgáltató televízióért felelős igazgatója (2015. júl. 1. –) |
| 2015 július 1-én Duna Médiaszolgáltató Nonprofit Zrt. néven egy szervezetbe vonták össze a többi közmédia szervezettel együtt |                      | |

## Gazdálkodása
A Magyar Televíziót 1958–2002 között részben előfizetési díjakból finanszírozták, de emellett folyamatos pénzügyi támogatást is kapott a magyar államtól.
| 1964  | 1965  | 1966  | 1967  | 1968  | 1969  | 1970  | 1971  | 1972  | 1973  | 1974  | 1975  | 1976  | 1977  | 1978  | 1979  | 1980  |
| ----- | ----- | ----- | ----- | ----- | ----- | ----- | ----- | ----- | ----- | ----- | ----- | ----- | ----- | ----- | ----- | ----- |
| 0,343 | 0,465 | 0,558 | 0,670 | 0,787 | 0,923 | 1,033 | 1,132 | 1,228 | 1,317 | 1,303 | 1,536 | 1,615 | 1,678 | 1,751 | 1,859 | 2,229 |

| 1981  | 1982  | 1983  | 1984  | 1985  | 1986  | 1987  | 1988  | 1989  | 1990  | 1991   | 1992   | 1993   | 1994   | 1995   | 1996   |
| ----- | ----- | ----- | ----- | ----- | ----- | ----- | ----- | ----- | ----- | ------ | ------ | ------ | ------ | ------ | ------ |
| 2,527 | 2,822 | 2,765 | 2,867 | 3,032 | 3,530 | 3,747 | 4,190 | 5,347 | 8,118 | 11,397 | 14,170 | 22,275 | 30,391 | 32,117 | 33,801 |

1. ↑  Az 1064/93. (IX. 22.) kormányhatározat alapján a Kereskedelmi Igazgatóság bevételei ettől az időszaktól kezdve az MTV Központi Szervezetének elszámolásában jelentek meg.

| 1958 | 1980 | 1989 | 1994 | 2002 |
| ---- | ---- | ---- | ---- | ---- |
| 50   | 60   | 100  | 460  | 736  |

1958. március 1-jétől bevezették a havi 50 Ft kötelező előfizetési díjat készülékenként. 1970-től háztartásonként csak egy készülék után kellett előfizetési díjat fizetni. 1980-tól 10 Ft-tal drágult az előfizetési díj, mivel a tévé előfizetéshez kapcsolták a rádió előfizetési díjat. 1988. január 1-jétől a 70 éven felüli nyugdíjasoknak nem kellett díjat fizetniük, később az egyedül élő 70 év felettieknek, a 100%-os hadirokkantaknak, a súlyos látás- és hallássérülteknek, valamint az 1. és 2. csoportbeli rokkantaknak sem.
Az egykori tévéelnök Horváth Ádám szerint a Magyar Televízió 1963 óta minden évben deficites volt, "kivéve, még amikor nagyon derék pártemberek álltak az élén, [...] és tudtak pénzt hozni, amikor fogyott".
2002. július 1-től megszüntették az előfizetési díjat, amely akkor kéthavonta 1472 Ft volt. Ennek a 40%-át kapta a Magyar Televízió. Az így kiesett előfizetési díj összegét ezután a magyar állam vállalta magára, ezáltal is növelve a televizió pénzügyi függését az állami támogatásoktól.
A Magyar Televízió bevétele 2008-ban 34 milliárd Ft, 2009-ben 28,8 milliárd Ft volt.
A 2010-es átszervezések után a közmédia intézményeinek (köztük a Magyar Televíziónak) vagyonát a korábban létrehozott Médiaszolgáltatás-támogató és Vagyonkezelő Alap vette át (ingatlanokat, az archívumot, és a dolgozói jelentős részét). Innentől a költségvetését az MTVA finanszírozta a 2015-ös Duna Médiaszolgáltatóba való beolvasztásáig.
| 2011  | 2012 | 2013  | 2014  | 2015 |
| ----- | ---- | ----- | ----- | ---- |
| 868,1 | 707  | 710,2 | 784,2 | 285  |

## Szolgáltatásai

### Televízió
- M1 (korábban 1-es műsor, TV1, MTV1)

A Magyar Televízió zászlóshajó csatornája volt. Itt közvetítették a híreket, sportműsorokat, filmeket, szórakoztató műsorokat, vígjátékokat, drámákat, tévéjátékokat, drámákat, színházi közvetítéseket. A 2010-es évekbeli szervezeti átalakítás után tematikus csatornává alakították és a Magyar Televízió utolsó pár hónapjában már hírcsatornaként működött.
- M2 (korábban 2-es műsor, TV2)

1971-ben még kísérleti adásként, 1973-től állandó csatornaként hozták létre. Kezdetben hétköznap 20.00 órától volt műsor, később már hétvégén egész nap sugároztak. A csatornán többnyire ismételték az 1-es csatorna sikeresebb adásait, és ünnepi periódusokban megismételték az év legnézettebb produkcióit. A 2000-es években az ismétlések mellett elsősorban oktatási, ismeretterjesztő és kulturális műsorokat sugározott. 2012 végén gyermek- és ifjúsági csatornává alakult át.
- M2 Petőfi

Az M2 gyerekcsatorna esti sávjában 2015. március 15-én új csatorna indult, ahol a fiatalok számára készítettek műsorokat.
- M3

Magyar Televízió archív tartalmait sugárzó tematikus csatorna.  A tévécsatorna a sugárzását 2013 év végén kezdte el. Az egyetlen közszolgálati csatorna volt, amiért külön elő kellett fizetni valamelyik szolgáltatónál. Régi klasszikus amerikai sorozatokat is sugároztak. (2019. április 30-án megszüntették a csatorna földfelszíni és műholdas sugárzását, ma már csak az interneten érhető el, online, előfizetési díj nélkül)
- M3D

2012 nyarán sugárzott időszakos 3D-adás

### Egyéb
- Televideo

A Kereskedelmi Főigazgatóság önálló kereskedelmi egységeként létrejött a Televideo Kiadó 1985. július 1-jén. A 90-es évek végén szűnt meg.
- Telehír

Magyar Televízió dolgozóinak lapja 1986 és 2000 között.
- Teletext

1982. november 30-án indult a teletext-szolgáltatás Képújság néven.
- Rádió– és Televíziós Közönségszolgálat (korábban MRT Közönségszolgálat)

Budapesten az V. kerületi Október 6. utca 9. szám alatt található irodát az MTV Kereskedelmi Irodája működtette. Itt lehetett jelentkezni meghirdetett televíziós és rádiós pályázatokra, nyilvános műsorokra. Kezdetben ide is le lehetett adni az ügynökségek, vállalatok, intézmények rádió– és televíziós reklámhirdetéseit. Emellett a Magyar Televízióval és Rádióval kapcsolatos kiadványok (pld. könyvek, hanglemezek) voltak elérhetőek valamint kis létszámú közönségtalálkozók színhelye is volt. 2001–2008 között az MTV Technikatörténeti és Műsor Múzeumaként működött.

## Nézettsége
A Magyar Televízió évtizedekig tartó monopóliuma miatt az M1 Magyarország elsőszámú – és egyetlen – tévécsatornája volt, az 1973-ban indult második csatorna az 1990-es évekig csupán ismétlőadónak számított.
A rendszerváltás után folyamatos pénzhiánnyal és állandó vezetői személycserékkel küzdő intézmény nem volt képes felvenni a versenyt az 1997 második felében belépő országos kereskedelmi televíziókkal és a megjelenésüket követő három éven belül elveszítette a nézettségének számottevő részét.
| Csatornák                                                                               | 1995   | 1996   | 1997   | 1998   | 1999   | 2000   | 2001   | 2002   | 2003   | 2004   | 2005          | 2006          | 2007          | 2008          | 2009          | 2010          | 2011    | 2012    | 2013    | 2014    | 2015 1. félév |
| --------------------------------------------------------------------------------------- | ------ | ------ | ------ | ------ | ------ | ------ | ------ | ------ | ------ | ------ | ------------- | ------------- | ------------- | ------------- | ------------- | ------------- | ------- | ------- | ------- | ------- | ------------- |
| M1                                                                                      | 49,8%  | 48,7%  | 44,2%  | 22,6%  | 13,4%  | 11,5%  | 11,2%  | 13,4%  | 15,4%  | 15,5%  | 13,8%         | 14,4%         | 12,8%         | 11%           | 9,5%          | 9,6%          | 7,9%    | 9,2%    | 8,5%    | 7,7%    | 4,2%          |
| M2                                                                                      | 22,9%  | 19,9%  | 13,4%  | 2,9%   | 1,9%   | 2,1%   | 2,0%   | 2,1%   | 2,1%   | 1,9%   | 1,6%          | 1,7%          | 1,7%          | 1,8%          | 1,9%          | 1,7%          | 1,9%    | 2,2%    | 2,6%    | 2,8%    | 2,4%          |
| M3                                                                                      |        |        |        |        |        |        |        |        |        |        |               |               |               |               |               |               |         |         |         | 1,0%    | 1,5%          |
| Összes                                                                                  | 72,7%  | 68,6%  | 57,6%  | 25,5%  | 15,3%  | 13,6%  | 13,2%  | 15,5%  | 17,5%  | 17,4%  | 15,4%         | 16,1%         | 14,5%         | 12,8%         | 11,4%         | 11,3%         | 9,8%    | 11,4%   | 11,1%   | 11,5%   | 8,1%          |
| Forrás:                                                                                 | [ 96 ] | [ 96 ] | [ 96 ] | [ 96 ] | [ 96 ] | [ 96 ] | [ 96 ] | [ 96 ] | [ 96 ] | [ 96 ] | [ 97 ] [ 98 ] | [ 97 ] [ 98 ] | [ 97 ] [ 98 ] | [ 98 ] [ 99 ] | [ 98 ] [ 99 ] | [ 98 ] [ 99 ] | [ 100 ] | [ 100 ] | [ 101 ] | [ 101 ] | [ 102 ]       |
| Teljes lakosság (4+), egész napos. Az M1 2015. március 15-től hírcsatornaként működött. |        |        |        |        |        |        |        |        |        |        |               |               |               |               |               |               |         |         |         |         |               |

## Műszaki jellemzők és technológiák
Központi határozatra már 1956 tavaszától kísérleti adások voltak Budapesten, keddi és pénteki napokon. Október 23-a keddre esett, aznap az adás elmaradt.
1957. február 23-án a Széchenyi-hegyi 1 kW-os adóról megindult az 50–90 km-es körzetben fogható kísérleti adás, heti két napon, zenei és irodalmi műsorokkal. Megérkezett az első PYE-közvetítőkocsi, amely mikrohullámú adójával 20–30 km távolságban játszódó események továbbítására is alkalmas volt.
Ebben az időszakban kiemelt fontosságú volt a munkásság politikai és kulturális műveltsége, leginkább Pécs környékén, ahol szén- és uránbányászat folyt. Párt- és kormányzati utasításra Pécsett kellett kiépíteni a második magyar televíziós adót. A feladattal a Posta Kísérleti Intézet munkatársát, Molnár Jánost bízták meg. Az adó rendelkezésre állott ugyan, de arra senki nem gondolt, miképp jut el a műsor Pécsre. Az ötvenes években alkalmazott rézkábelek erre a célra teljesen alkalmatlanok voltak (a rádióműsorok továbbítására persze megfeleltek). Molnár ekkor megvizsgálta annak lehetőségét, hogy vevőkészüléket telepít a helyszínen, és annak a jelét továbbítja az adóra. Ám ez is lehetetlennek bizonyult: a budapesti adó horizontja csak Dunaföldvárig ért. Az akkori gazdasági helyzetben reménytelen volt átjátszó állomást építeni, vagy vásárolni (az első adókat a Szovjetunióból vásároltuk). A vételhez elképesztő méretű parabola vevőantennára lett volna szükség. Molnárnak ekkor ragyogó ötlete támadt: talált a Mecsekben egy olyan völgyet, vízmosást, amely részben paraboloid formájú volt. Ennek a völgynek volt egy pontja, ahol ki lehetett szűrni az új adótól származó zavarjeleket, és kellő erősséggel fogni lehetett a budapesti adó jelét. A budapesti és a pécsi adó frekvenciája közel volt egymáshoz,ezért a rendkívül kicsi jel–zaj-arányú, magas zavarójel tartalmú jel, – mert a pécsi adó alsó oldalsávjának jelei zavarták Budapest vételét -, nem volt alkalmas az adó modulálására. Ezt úgy küszöbölték ki, hogy a vevőt egy kisebb facsoport mögé helyezték, amely kellőképpen árnyékolta a pécsi adó sugárzását. Ezt a jelet használták fel a mecseki adó modulálásának céljára. A pécsi adó 1958-tól az OIRT 2-es csatornán, az 59,25 MHz-en működött, ezt később az RTL Klub kapta meg.
1972 ugrásszerű fejlődést hozott: munkába állt az NSZK-ban gyártott – PAL-rendszerű – új, színes közvetítőkocsi és a 760 négyzetméteres, öt kamerával működő IV. stúdió. (A politikai okokból alkalmazott, módosított francia, bonyolultabb, de gyengébb minőségű SECAM-színrendszerre ezután konvertálták a kész jelet.) A világítást automatikusan vezérelt memóriaegységek irányították.
1996. március 1-én a SECAM rendszerről átálltak a PAL rendszerben történő sugárzásra az 1-es program esetében is. Ezzel teljessé vált a színnormaváltás Magyarországon. A 2-es program már 1995. január 2. óta PAL rendszerben sugárzott. (A 2-es képét azonban átkonvertálták SECAM-ról, a képminősége emiatt sokkal gyengébb lett a 2000-es évek közepére.) 1994.május 30-án történt az első PAL tesztsugárzás a csak SECAM vételre képes televíziók számának felmérése céljából.
2001. május 1-én üzemkezdéstől, az országban első földi sugárzású adóként, az 1-es program NICAM-728 sztereó hangrendszerben sugároz. Inzertekkel fel is hívták a figyelmet arra, hogy melyik műsor rendelkezik vele. Ez főleg az újabb gyártású produkciókra volt igaz. A sztereó sugárzás nem vonatkozott a VHF sávban dolgozó adókra. Budapest térségében már 1994-től zajlottak a sztereó adáskísérletek. A NICAM sztereo hangsugárzás megkezdésének előfeltétele volt az európai szabványú 5,5 megahertzes hangnormára való átállás. Ezt az Antenna Hungária Rt. százmillió forint nagyságrendű beruházás keretében 1999. december 31-ig megtette az 1-es csatorna UHF hálózatán. A VHF-sávú adók esetében a 6,5 megahertzes hangnorma maradt rendszerben, amely nem illeszkedik az fejlettebb nyugati műsorszóró rendszerekhez.
2004-ben a Magyar Televízió készített egy rövid dokumentumfilmet, amelyben a korabeli elavult műszaki berendezéseiket mutatták be. Akkoriban a Magyar Televízió 2-es műsora hivatalosan PAL színrendszerben sugárzott, viszont SECAM adáslebonyolítóval. Képe csúnya, elmosódott volt, a képernyő szélén észre lehetett venni a SECAM legnagyobb hibáját, a „bíbor-rózsaszín elszíneződést”. Az ezredfordulóra egyre elhasználódottabbá vált technika az adásban fakó, zajos képet és tompa hangot eredményezett. A pozitív változást a teljes digitális átállás, valamint az átépített óbudai telepre történő, 2009-es átköltözés hozta el.

### Telerecorder
A képmagnók előtti korszakban csak úgy lehetett az élő műsort rögzíteni, hogy 16 mm-es kamerával filmszalagra vették a képernyőn megjelenő mozgóképet. Ehhez igen nagy érzékenységű filmanyagra volt szükség. Az eredmény kissé fakó, meglehetősen szemcsés kép. A filmek tárolási nehézségei miatt néhány így rögzített filmen hosszanti karcolatok láthatóak.
A Televízió egyik legbecsesebb darabja Timár József főszereplésével Az ügynök halála című dráma 1960-ból. Ezt digitálisan felújították.

### Képmagnók
A magyar televíziózás hőskorában szalagos képmagnókat használtak, elsősorban az Ampex által gyártott 2 colos videómagnókat (Ampex VR200, Ampex HS 100) szerezték be. Ezek mérete egy kétajtós szekrényét is meghaladta. Ezeket követte az nyolcvanas évek elején vásárolt 1 colos Sony, JVC-szalagos magnók, utána megjelentek az ún. Umatic, illetve Beta rendszerű képrögzítők. 1999-től a Sony Digital Beta rendszerben rögzítették a műsorokat. Természetesen 2015-ben a legmodernebb eszközöket használták és mindent digitálisan rögzítettek – DVD-re.

### Kamerák
Kezdetben fekete-fehér kamerákkal dolgoztak, súlyuk az állvánnyal együtt majdnem 200 kg, továbbá a sugárterhelésük is jelentős volt. Főleg az 1957-ben vásárolt angol gyártmányú PYE berendezések szolgálták az operatőröket. (A kamerákkal együtt érkeztek a PYE-Morris közvetítőkocsik.) A színes adást 1973-1997 között az angol EMI és a francia Thomson-CSF gyár elektroncsöves kameráival készítették. Az 1980-as években néhány COCOM-listás eszközzel és 1996-ban a PAL képátviteli rendszerre váltáskor korszerűnek számító CCD áramkörös Sony és Canon stúdiókamerákkal bővült a képrögzítő park.

## Székhelyei

### Az újragondolt Tőzsdepalota

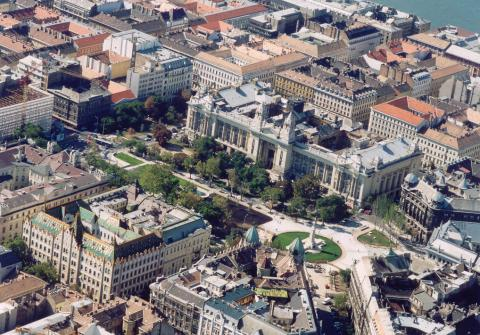
Az egykori székház légi fotója (Szabadság tér)

A Magyar Televízió korábbi központi épülete Budapest V. kerületében, a Szabadság tér 17. alatt található. Az épületet Alpár Ignác tervezte Tőzsdepalota volt. Az általa megálmodott impozáns épületet 1897 és 1907 között emelték. A zegzugos székház mértani közepén található az Aula, amelyhez a főbejárat felől háromosztású lépcső vezet fel, mintegy két emelet magasságba. Az alagsorban helyezkedett el a filmarchívum, a földszinten az épület üzemeléséért felelős osztályok működtek, a felsőbb emeleteken pedig a műsorok készítésével és gyártásával foglalkoztak.
Az eredetileg nem is televíziózás számára kialakított épületet hamar kinőtte az intézmény, emiatt a főváros egyéb helyszínein rendezték be az épületből kiszorult főosztályokat és részlegeket:
| Cím                               | Főosztály/Telephely |
| --------------------------------- | --- |
| III. kerület, Bojtár utca 41.–47. | Az MTV gyártási telepe (benne az MTV díszlet– és jelmezgyártó üzemével és a járműteleppel)                                |
| V. kerület, Hold utca 18.–20.     | Az MTV jelmezraktára volt 1962 és 2000 között. A televízió 2001-ben visszaadta az épületet az egyházközségnek.            |
| V. kerület, Nádor utca 6.         | MTV Iskolatelevíziója |
| V. kerület, Nádor utca 36.        | MTV Oktatási központja és különböző főosztályok (ifjúsági- és oktatási, közművelődési, pénzügyi illetve bér–és munkaügyi) |
| IX. kerület, Lenhossék utca 35.   | Film– és koprodukciós főosztály                                                                                           |
| X. kerület, Cserkesz utca 7.– 9.  | Az MTV lerakata volt a korábbi Kőbányai zsinagóga. A '90-es évek elején a Mindenki Temploma Gyülekezet megvásárolta.      |

Az MTV 1989-ben a Tőzsdepalota mellett csak Budapesten 32 különböző telephellyel, irodával rendelkezett.

### Az új székház Óbudán
Tervek születtek a tőzsde épületét elhagyva, egy önálló budapesti tévéközpontra is, de ezt anyagi okokból kifolyólag egyszer sem tudták megvalósítani. Eredetileg a Bécsi út fölött, az Arany-hegyen épült volna fel az objektum, amelyre tervpályázatot írtak ki és tervek is érkeztek rá.

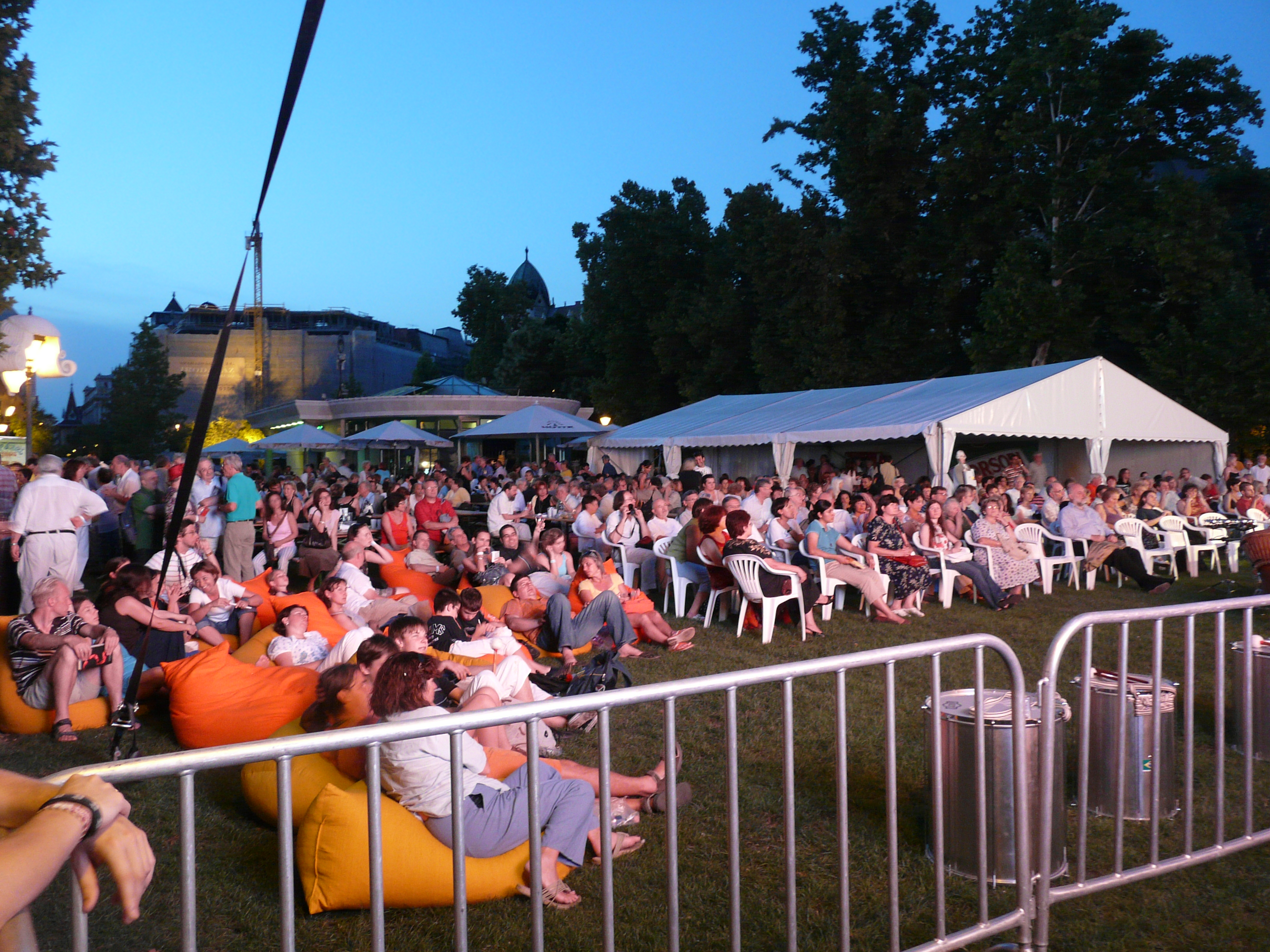
A televízió dolgozói 2009. július 23.-án a Szabadság téren az egykori székház búcsúztatásakor

Az új gyártóbázis létrehozása mellett több érv is szólt: egyrészt a Tőzsdepalota épületét alapvetően nem televízió működéséhez alakították ki és nem volt alkalmas a korszerű műsorgyártásra, „nem felelt meg a 21. századi televíziózás szakmai és műszaki követelményeinek, valamint az intézmény hatékony működéséhez elengedhetetlenné vált a modern infrastruktúra megteremtése”. Ezért döntött egy modern gyártóbázis létrehozása mellett a Magyar Televízió vezetősége. Az új épületkomplexum építése 2007 nyarán kezdődött meg a televízió kaszásdűlői kirendeltségén, majd 2009 első félévében került sor a televízió személyi állományának és eszközparkjának teljes átköltöztetésére. A hat hónapig tartó költözés 2009. június 30-án fejeződött be. A Magyar Televízió közel 52 év után véglegesnek szánt helyére került.
A folyamat lezárását a nézők szeme előtt végezték el: 2009. június 26-án este Az este című műsor, majd 2009. június 28-án a Híradó is elköltözött a Tőzsdepalotából. Míg a búcsúzás perceit Az este – a műsor 6,5 év után búcsúzott a Szabadság tértől – a két meghívott vendéggel, Kertész Zsuzsával és Vitray Tamással zárta, addig a híradósok nevében D. Tóth Kriszta köszönt el. Ezzel a televízió összes műsora elköltözött a Kunigunda útjai, új stúdiókomplexumba. A költözés utolsó mozzanataként 2009. július 24-én az adáslebonyolító rendszert is áttelepítették az új székházba. A Szabadság tér 17. teljesen kiürült.
2009. július 23-án a Szabadság téren a Magyar Televízió dolgozói és korábbi munkatársai elbúcsúztak a televízió épületétől. 2009. július 31-én Medveczky Balázs, a Magyar Televízió ügyvezető alelnöke ünnepélyes körülmények között átadta a Szabadság tér 17. kulcsait az ingatlan tulajdonosának, Michael Tippin-nek.

## Stúdiói

### Egykori stúdiói
Mivel a központi épületben nem volt elég hely, volt két kihelyezett stúdió is. A Széchenyi-hegyen a adótorony mellett az Agancs utcai Hargita Stúdió, az átalakított műemlék óbudai zsinagógában pedig az V. stúdió működött. A Hargita stúdiót már jó ideje üzemen kívül helyezték, egyik funkciója az volt, hogy az MTV-székházban található stúdiók kiesése esetén legyen honnan műsort sugározni. Az Árpád híd budai hídfőjénél lévő zsinagóga-stúdió pedig gyakorlatilag csak felvételi helyiség volt.
| Stúdió | Területe | Televíziós műsorok | Megjegyzés |
| ------ | -------- | --- | --- |
| 1-es   | 300 m2   | - Tévéjátékok - Szeszélyes évszakok - Vers mindenkinek - Kultúrház - MTV2 számos adása                                                                                            | 2000-es évek közepén beleépítették az akkor nagyon modernnek számító 6-os stúdió berendezéseinek egy részét.                                  |
| 2-es   | 200 m2   | - Ablak - Híradó - Egyéb, politikai témájú műsorok | A stúdió vezérlőjét később szétszerelték és mint önálló stúdió megszűnt. A stúdióhelyiséget a 3-as stúdió vezérlőjéből irányították           |
| 3-as   | 80 m2    | - Híradó - A Hét (1989-ig) - Kapcsoltam - Esti egyenleg - Szabadság tér - Telesport - Az Este - Szólás szabadsága - Kékfény - Szempont - Új Reflektor Magazin                     | |
| 4-es   | 650 m2   | - Szórakoztató, drámai és zenei műsorok - Tévéjátékok, gálaműsorok - Nemzetközi Karmesterverseny - Televíziós mesék felnőtteknek - egyes Hofi műsorok - Az Este (2000-es években) | Az MTV legnagyobb területű tévéstúdiója volt. A körfüggönyön kívüli résszel együtt 760 m2                                                     |
| 6-os   | 70 m2    | - A Hét - Híradó - Delta - Reggeli | 1988-ban épült stúdió, amelyet kimondottan híradóra terveztek. Később szétszedték, majd újra összerakták, hogy virtuális stúdióként működjön. |
| 7-es   |          | - Rendőrségi hírek - Gazdatévé | Kisebb utómunka-stúdió. A berendezések elavulásával szét lett szedve                                                                          |

| Stúdió | Területe | Televíziós műsorok                                                                   | Megjegyzés |
| ------ | -------- | ------------------------------------------------------------------------------------ | --- |
| 5-ös   | 180 m2   | - Oktatási műsorok (versenyhelyszín) - Felvételi helyiség - Díszlet- és kellékraktár | 2000-es évek közepén beleépítették az akkor nagyon modernnek számító 6-os stúdió berendezéseinek egy részét. 2010-ben az MTV elhagyta, és az EMIH Egységes Magyarországi Izraelita Hitközség kezelésébe adta. |

| Stúdió         | Televíziós műsorok                                                         | Megjegyzés |
| -------------- | -------------------------------------------------------------------------- | --- |
| Hargita Stúdió | - Kísérleti adások (1954-1958) - Egyéb műsorok pl. reklámműsorok (1992-ig) | 1954-1958 között az egykori Agancs úti Hargita szálló kertjében felállított ideiglenes toronyból sugározták a televízió második kísérleti műsorát, lent az egykori közös helyiségekben pedig stúdiót rendeztek be. Innen 1956 tavaszától kísérleti adások mentek keddi és pénteki napokon. Többnyire a monoszkópot sugározták, de néha filmeket is. Az adótorony átadását követően kisegítő stúdióként használták. Ipari és kereskedelmi adás folyt innen, később itt telepítették az első mágneses rögzítő-berendezést. |

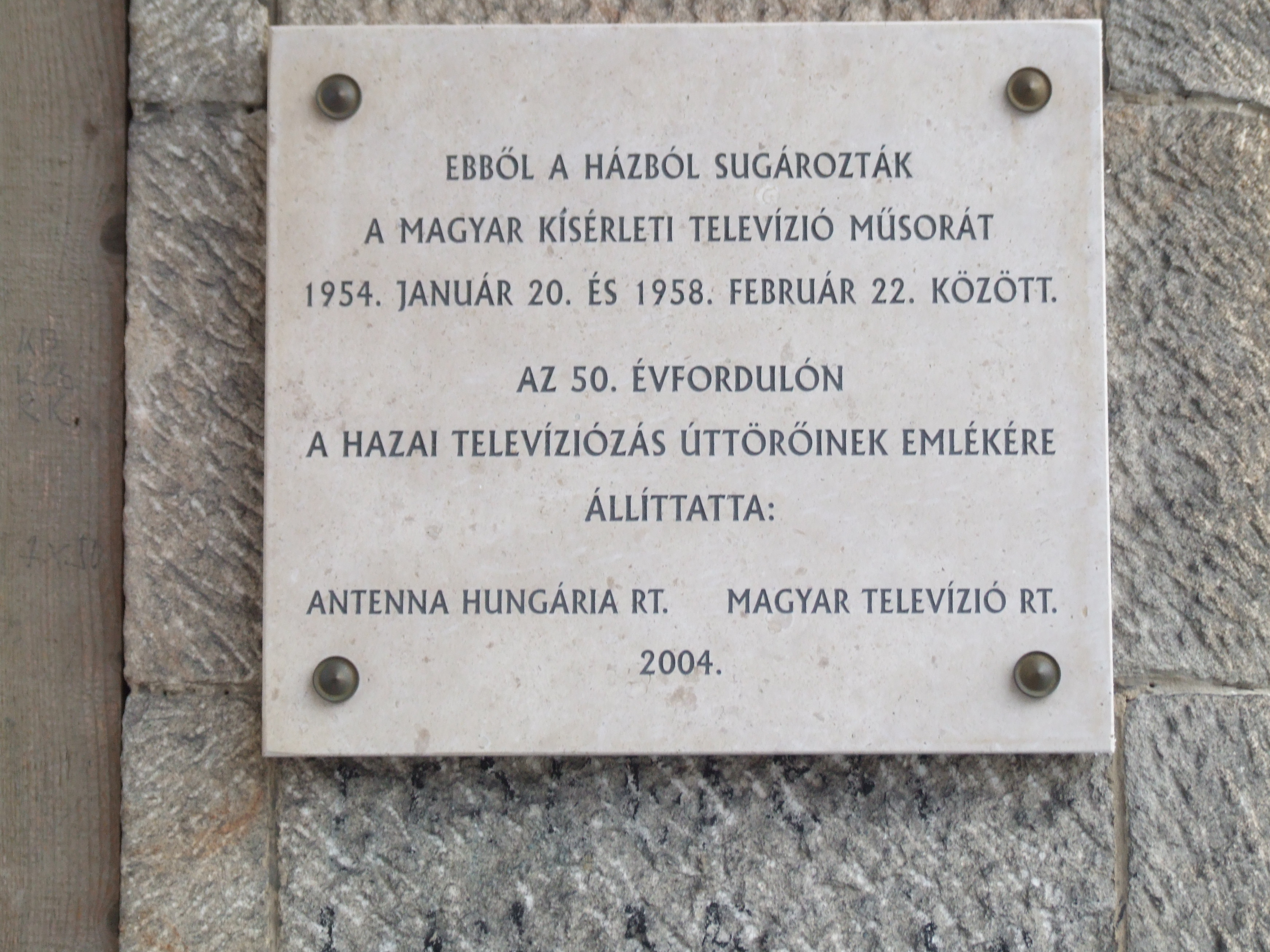
Emléktábla az Agancs út 30-32. számú ház falán

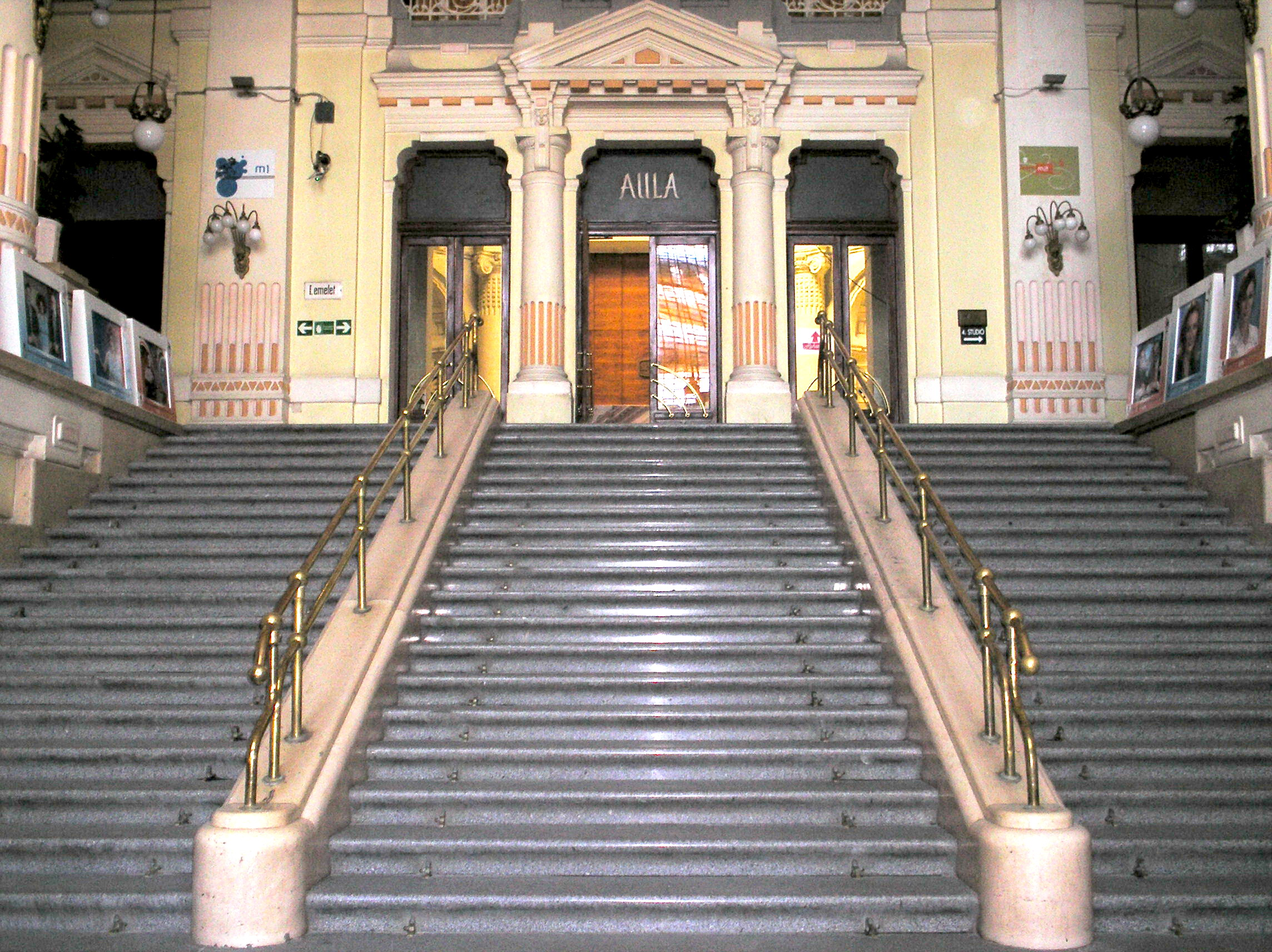
Az egykori MTV-székház főlépcsője

### Az új székház stúdiói

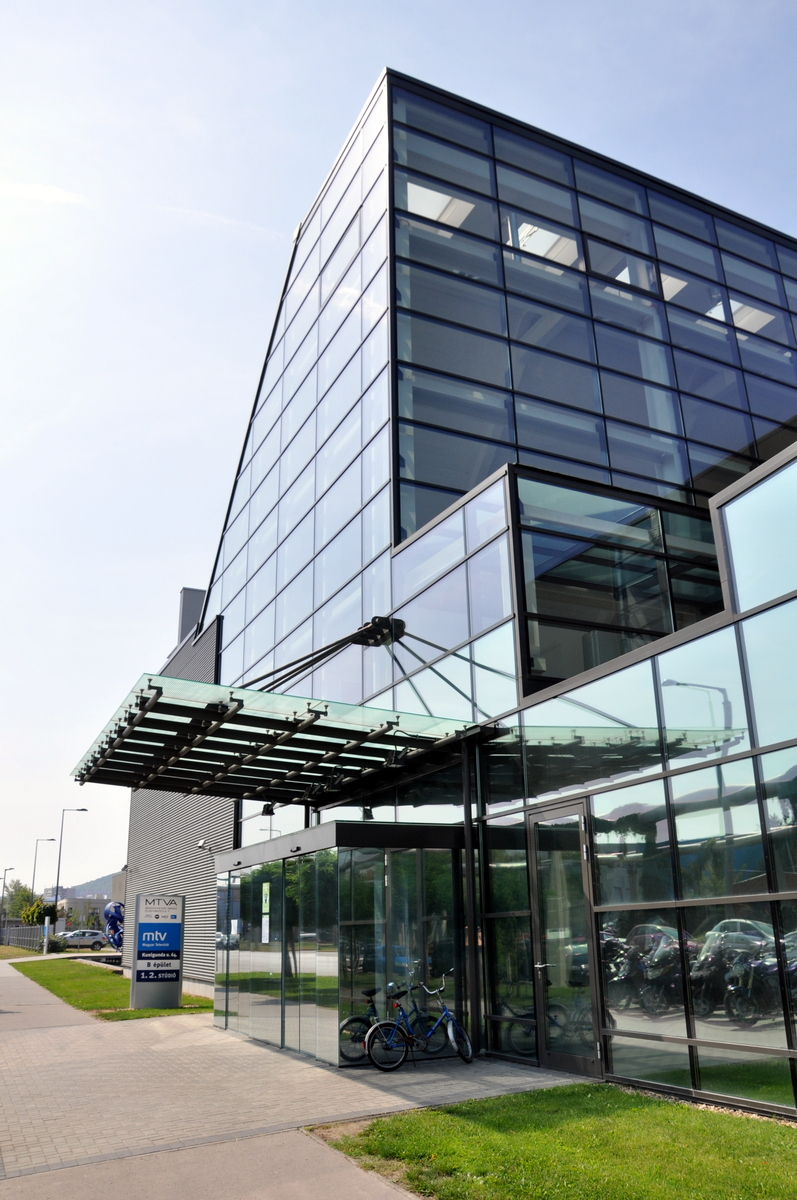
A televízió új székháza Óbudán, a Kunigunda útja 64. szám alatt

Az MTV 2009 júliusában a Tőzsdepalotából végleg kiköltözött Óbudára, Kaszásdűlőre, a Bojtár utca és a Kunigunda útja sarkán 1986-1991 között épült telephelyre. A költözés előtt új székház épült. Azóta az új helyszínen a 2011-ben alapított Médiaszolgáltatás-támogató és Vagyonkezelő Alap (MTVA) már számos felújítási és átépítési munkát végeztetett el.
Az óbudai székházban hat új stúdiót alakítottak ki, azóta üzemszerűen öt működik.
| Stúdió | Területe | Televíziós műsorok                                                                                             | Megjegyzés |
| ------ | -------- | --- | --- |
| 1-es   | 600 m2   | - Csináljuk a fesztivált! - Friderikusz-show - A Dal - DTK – D. Tóth Kriszta Show - P@dtársat keresünk döntője | A '80-as évek végén épült, régi 8-as stúdió. A vezérlőnek (technikai helyiségének) még nincsenek berendezései, ezért a műsorokat az udvaron álló közvetítőkocsival rögzítik. Bérleti konstrukcióban többek között az RTL Klub Való Világ című valóságshow-jának első három szériáját itt készítették. A kereskedelmi televíziók indulása előtti egy-két évben a gyártóbázist gyakorlatilag alig használták valamire. Az MTV gyártóbázisra költözése előtt felújították és később ez lett az új 1-es studió. |
| 2-es   | 320 m2   | - M4 Sport stúdiója korábban: - TV ügyvédje - MM – A megoldások magazinja - Szólás szabadsága.                 | A '80-as évek végén épült, régi 9-es stúdió. 1997-es indulása után ideiglenesen az RTL Klub ide költözött be. Az MTV gyártóbázisra költözése előtt felújították és később ez lett az új 2-es stúdió. |
| 3-as   | 350 m2   | - Család-barát - Sztársáv                                                                                      | |
| 4-es   | 350 m2   | - MTVA többfunkciós hírstúdiója                                                                                | |
| 5-ös   | 90 m2    | - Telesport - Kékfény - Kárpát Expressz - Hetedhét gyerekhíradó - Szempont - A határon túli műsorok            | Az MTVA HD digitális technikával felszerelt, virtuális (BlueBox) stúdiója |
| 6-os   | 90 m2    | - Tartalék vezérlő több stúdióhoz                                                                              | |

## Regionális stúdiók

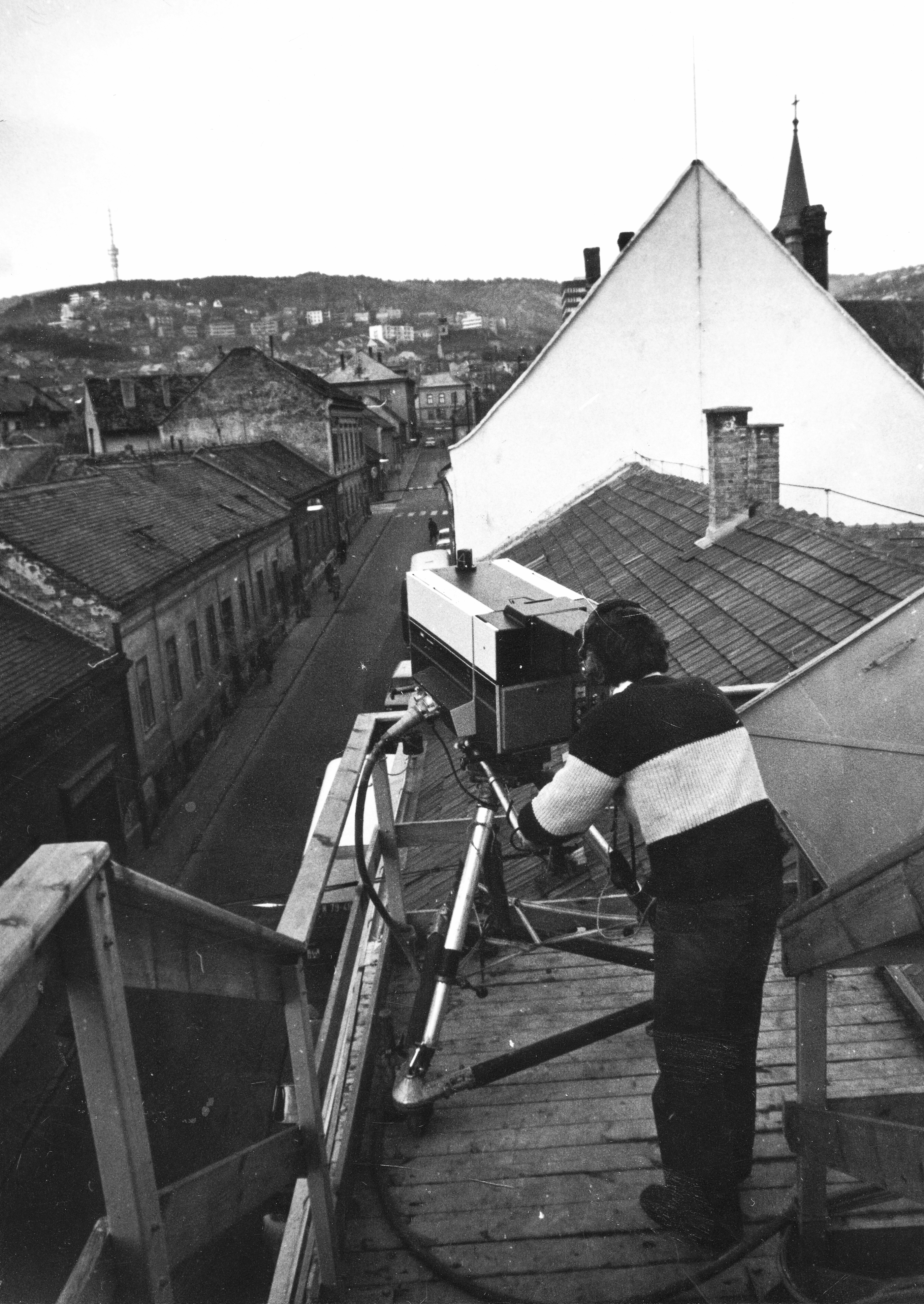
Az MTV pécsi körzeti stúdiójának kameraállása a Dr. Majorossy Imre utcai stúdió tetején (a régi Sörház utca), szemben a Misina-tető, rajta pedig az 1973-ban átadott Pécsi tévétorony

Az adótorony hálózat kiépülésével párhuzamosan a regionális televíziózás ötlete Magyarországon az 1970-es évek közepén vetődött fel. A televízió vezetői öt regionális stúdió alapításában gondolkodtak. A jóváhagyott ötből első körben Pécsett és Szegeden hoztak létre tévéstúdiókat állami és helyi támogatások segítségével. Az indításukra 1976. november 24.-én került sor.
A körzeti stúdiók eredeti feladata volt:
- műsorokat készíteni és sugározni a központi adók számára, támaszkodva a körzetben működő politikai, gazdasági, kulturális, tudományos, oktatási és egyéb intézményekre, illetve színtársulatokra;
- önálló műsort készíteni és sugározni a saját körzet területére a körzet politikai, gazdasági, művészeti, közművelődési és sportéletéről;
- szinkronizálni a külföldről vásárolt filmeket, illetve tévéjátékokat.

A körzeti stúdiók a Magyar Televízió főszerkesztőségeiként működtek, munkájukat közvetlenül az MTV elnök irányította.
Már a kezdeti években döntés született a nemzetiségi műsorok indítására. A televízió vezetése ezeknek a műsoroknak a készítését a két körzeti stúdióra bízta. 1978. augusztus 16-án az MTV 2-es csatornáján indult el az első nemzetiségi nyelven megjelenő és kizárólag nemzetiségi témákat bemutató horvát-szerb illetve német nyelvű Nas Ekran – Unser Bildschirm, majd 1982-ben a román nyelvű Ecranul nostru magazinműsor magyar felirattal (a műsorcímek jelentése: A mi képernyőnk).
Az 1970-es évek végén, majd az 1980-as évek elején a körzeti stúdiók műsorainak fejlődésével, a regionális sugárzás megteremtésével a Magyar Televízió ezen programokhoz is vett fel helyi reklámblokk megrendeléseket. Erre a körzeti stúdiók is lehetőséget kaptak. Ez addig működött, amíg a MTV vezetősége úgy nem határozott, hogy a megrendeléseket csak Budapesten lehet felvenni. A döntés következtében a regionális műsorokban radikálisan csökkentek vagy megszűntek ezek a rendelések. Így a későbbi decentralizált televíziós hálózat önálló reklámbevételi oldala nem tudott kialakulni.
1985. április 2-án elindult a regionális sugárzás. Ez azt jelentette, hogy egy megadott időszakban a 2. csatornán a pécsi és csávolyi (később a nagykanizsai) tévétornyok körzetében a Pécsi Körzeti Stúdió adásait, a szentesi (és később a komádi) tornyok körzetében pedig a Szegedi Körzeti Stúdióét lehetett fogni. Ekkor a nézők kifejezetten az adott régiónak szóló adásokat láthattak. A többi helyen ezen idő alatt a Budapesti Körzeti Stúdió műsorai kerültek adásba.
| Stúdió                   | Régió                             | Televíziós adótornyok         | Indulás éve |
| ------------------------ | --------------------------------- | ----------------------------- | ----------- |
| Pécs                     | Dél-Dunántúl                      | Pécs, Nagykanizsa, Csávoly    | 1976        |
| Szeged                   | Dél-Alföld                        | Szentes, Komádi               | 1976        |
| Budapest                 | Közép-Magyarország                | Budapest, Kékes               | 1985        |
| Szombathely              | Közép-Dunántúl és Nyugat-Dunántúl | Győr, Kabhegy, Sopron, Vasvár | 1991        |
| Sopron                   | Közép-Dunántúl és Nyugat-Dunántúl | Győr, Kabhegy, Sopron, Vasvár | 2000        |
| Debrecen                 | Észak-Alföld                      | Tokaj                         | 1994        |
| Miskolc                  | Észak-Magyarország                | Tokaj, Kékes                  | 1997        |
| Megjegyzések 1. 2. 3. 4. |                                   |                               |             |

Az 1980-as évek második felében elkezdett csökkeni az országos televízióra szánt programok megrendelése, egyre kevesebb műsoridő jutott számukra. Eltűntek az irodalmi, dokumentum, zenei, drámai műsorok. Ami maradt az a csak sugárzási területen lévő körzeti híradó, nemzetiségi és magazinműsorok. A központi magazinműsorok agóniája is megkezdődött, a Stúdió, az Ablak és A Hét műsorokban való bedolgozás is jelentősen megritkult.
Ennek ellenére például Szegeden voltak próbálkozások rendszeres élő adásokra: 1990 márciusában indult a Virradóra reggeli műsor és 1992 novemberétől Szieszta címmel délutáni szórakoztató, információs magazinműsorra, amely a regionális csatornák együttműködése révén szinte az egész országban fogható volt. Ebben társszerkesztő volt a többi regionális stúdió is (a Budapesti Körzeti Stúdió nem tartott igényt a műsorra).
Fogytak a műsorok és a műsorlehetőségek, ráadásul az 1996-os első médiatörvény sem erősítette meg a regionális televíziókat. 1997–1998-ban kényszervállalkozóvá kellett „száműzni” a belsős munkatársakat. Ekkor a vezetőség még úgy gondolta, az így megtakarított járulékok és bérek segíthetnek a stúdió túléléséért vívott harcban. A fizetések elmaradása egyre gyakoribbá vált.
A stúdiók nem voltak mentesek a pénzügyi és politikai harcoktól sem: a 2000-es évek elején a stúdióvezetőket cseréltek le és stúdiókat helyeztek át (vagy éppen később vissza). A 2000-es évek elejére vidéki stúdiók egy részét kiszervezte az MTV: Debrecenben, Miskolcon és Sopronban csekély létszámú, kis műszaki háttérrel rendelkező körzeti stúdiók működtetését különböző cégek és a helyi városi televíziók bevonásával oldották meg.
A magyarországi körzeti televíziózás végjátékának okai közt azonban nem csak az állami média elképzeléseit kell megjelölni. Babiczky László, az MTV Pécsi Stúdiójának egykori főrendezője szerint a magyarországi közigazgatási rendszerben nem realizálódott a regionális szemlélet, a gazdasági alapja sem teremtődött meg ennek. Nem jöttek létre a régiók, amelyek alapját képezhették volna az erre épülő közszolgálati televíziózásnak.
2011-ben a Magyar Televízió vagyonát átvevő MTVA drasztikusan leépítette, majd végül megszüntette a körzeti stúdiókat, amit a rendkívül gazdaságtalan körülményekkel indokolt. Helyettük a Helyi Televíziók Országos Egyesületével kötöttek szerződést, hogy vidéki tudósításokat biztosítsanak. Egyedül egy időszakos stúdió maradt meg Révfülöpön, ahol 2011-tól nyaranta a hétköznap reggeli magazinműsort (Balatoni nyár) készítették.

## Logója

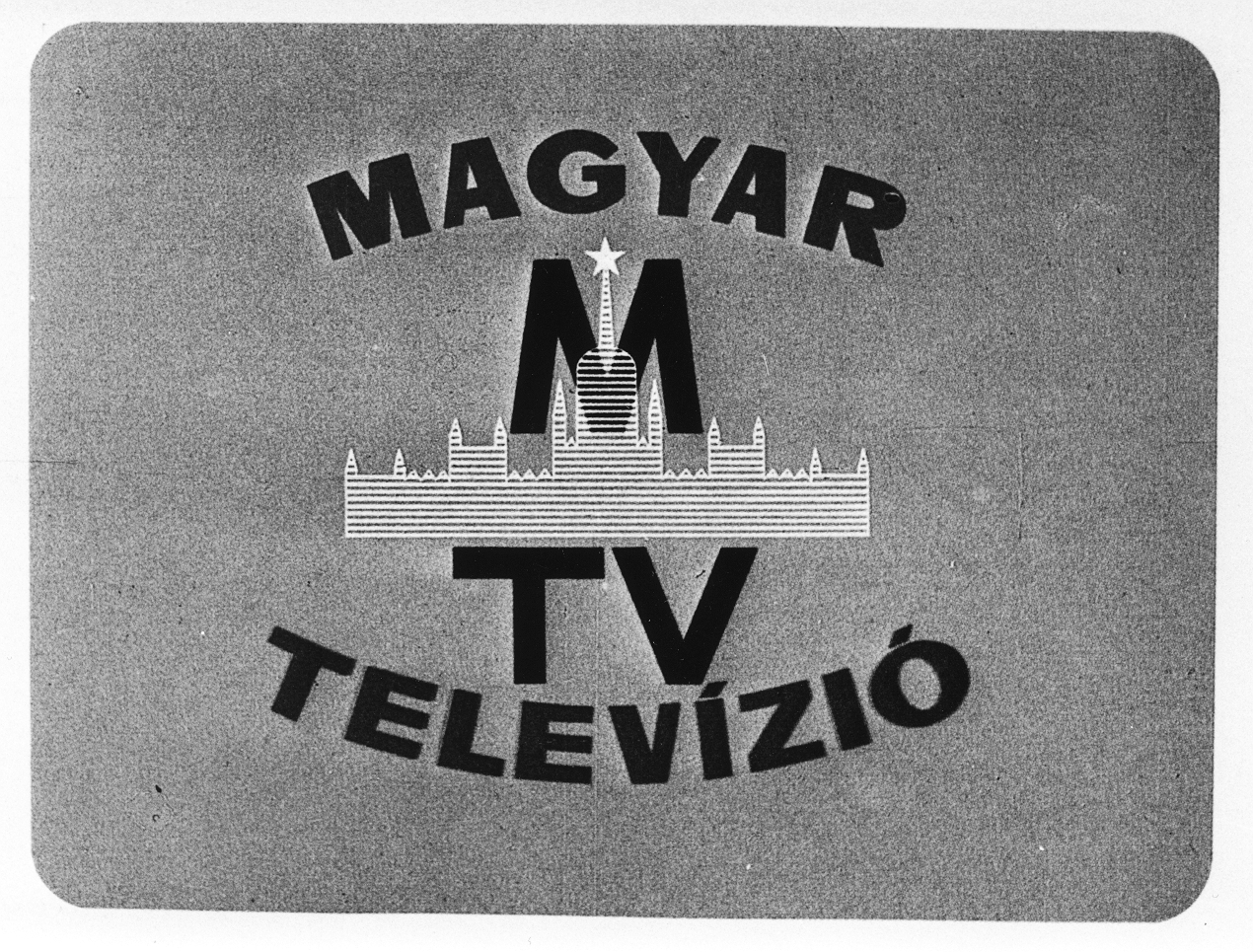
Az MTV első logója

Az MTV-nek mint cégnek 1980-ig az M2 csatornán megjelent logója volt, amelyet 1980-ban egy képernyőt szimbolizáló téglalap az „MTV” felirattal cserélt le 1997-ig. 2015-ig három másik logó után az MTV Zrt. is karikás logót kapott.

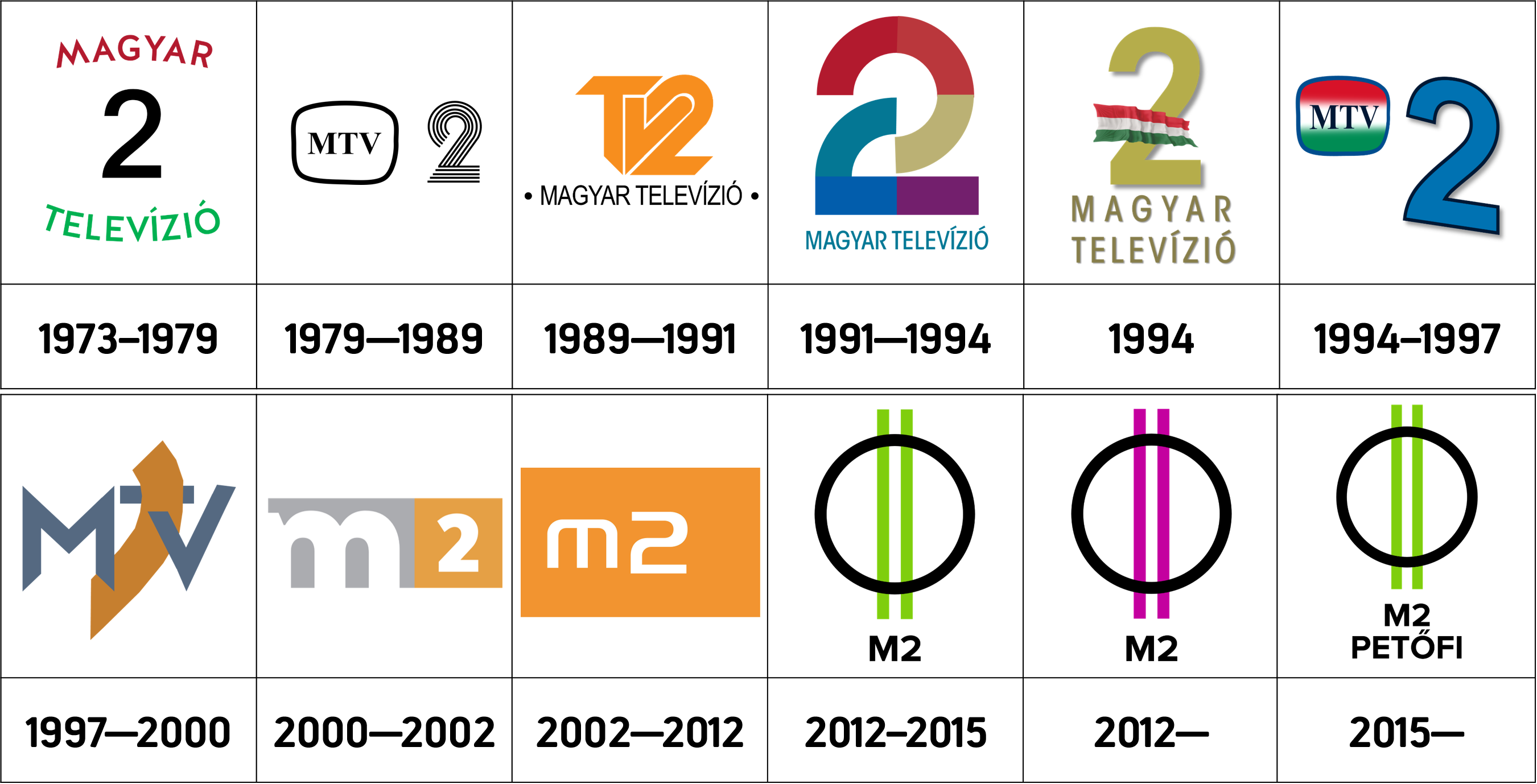
Az M2-es csatorna logói (1973–2015)

Csatornalogó először az M2-n jelent meg 1973-ban, amely a céglogó változata volt. 1997. augusztus 20-tól a Magyar Televízió 1-es és 2-es adása logóval sugárzott (azelőtt csak a 2-es adásnak volt időszakosan logója 1991 és 1993 között). A Magyar Televízió egyes csatornájának logója mielőtt Duna Médiaszolgáltatóvá vált volna egy fehér (fehér háttérben fekete) karika, mögötte középen egy függőleges fehér vonallal, mellette M1 felirattal. A kettes csatorna logója M2 felirattal és két pink függőleges vonallal rendelkezik, éjjeli váltótársánál, az M2 Petőfinek az M2 alatt megjelenik a "PETŐFI" felirat és világoszöld vonalak vannak, amely az M2 korábbi logója volt. Az M3 esetében három türkiz, míg az M4 esetén négy megdőlt vörös vonal látható a logóban. Az M5 öt vízszintes sárga vonallal rendelkezik.
A HD-ben készített műsorok alatt és a nagy felbontású változaton az M1/M2 felirat alatt a HD szó is megjelent: először szürke téglalapban, majd 2012 októberétől szürke betűszínnel a csatorna neve mellett, háttér nélkül. 2015 február eleje után egyik csatorna sem jelenített meg HD logót a képernyőn, noha a nagy felbontású adás nem szűnt meg. Élő adások esetében „ÉLŐ” felirat jelent meg a HD felbontáshoz hasonlóan egy kisebb téglalapban, a csatornaazonosító fő színével megegyezően. Az M1 esetében sötétvörös, az M2-nél pink, az M2 Petőfi TV esetében világoszöld alapon.
2015. május 27. óta az MTVA összes adójának csatornaazonosítója „kifehéredett”, így az ÉLŐ, az ISM. és ARCHÍV felirat is szürkévé vált az összes adó esetében.
1998 és 2012 között ünnepi alkalmakkor ünnepi logót is készített a Magyar Televízió, évente 6 alkalommal (március 15., húsvét, augusztus 20., október 23., karácsony, szilveszter). 2007-ben, amikor 50 éves volt a Magyar Televízió, a május 1-jei hosszú hétvégén (április 28–május 1.) mind a 4 nap ünnepi logója volt az MTV-nek: „50 éve M1”, illetve „50 éve M2” (bár az még csak 36 éves volt), az 50 éves M1 logót 2007 végéig használták az MTV által gyártott archív műsorok sugárzásnál (év vége felé már leginkább csak az akkor ismételt Kisváros sorozatnál volt látható). Az egyesített MTVA csatornái csak a csatornaarculatban (reklám-, ajánló identek stb.) utalnak a mindenkori ünnepnapra.
2012. július 27-én, a XXX. nyári olimpiai játékok megnyitója alkalmából kapott az egész közmédia – az MTVA, a Magyar Távirati Iroda (MTI), a Magyar Televízió (MTV), a Duna TV és a Magyar Rádió – egységes, új arculatot. Az arculat alapmotívumait a tűz, a víz, a levegő és a föld jelképrendszere adja, melynél mindegyik alapja a kör.

## Vételi lehetőségek

### Földfelszíni sugárzás
A TV1 1980-ra megközelítőleg 94%-os lefedettséget ért el. 1974-ben még csak három adótorony (budapesti, pécsi és tokaji) sugározta a TV2 csatorna adását. 1980-re az ország területének nagyjából 70%-án volt elérhető.
1992 végén a földfelszíni analóg műsorszóráson keresztül a TV1 adása 15 gerincadó és 86 darab átjátszóadó segítségével az ország területének 96%-át érte el. (Lakosságra nézve 97%.) Ugyanez a TV2 esetében 12 db gerincadó és 70 darab átjátszóadó volt 92%-os lefedettséggel. (Lakosságra nézve 95%.)
1997-ben a második csatorna műholdra került és megszüntették a földi sugárzását. 2009-től újra lehetett fogni immár a digitális földfelszíni sugárzás keretében.

### Műholdas sugárzás
A 2. csatorna műsorát 1997-től, a földi műsorszórás megszűnésétől kezdve műholdon sugározták. 1997-től 2006 októberéig az Eutelsat Hot Bird 3, 2006 októberétől 2009. október 3-ig az Eutelsat Hot Bird 8 műholdon sugározta. Ma az Eutelsat 9A műholdról érhető el az adás HD felbontású minőségben. (Az SD adás terjesztése 2015. június 30-án megszűnt.)